# Historia de Cerdeña

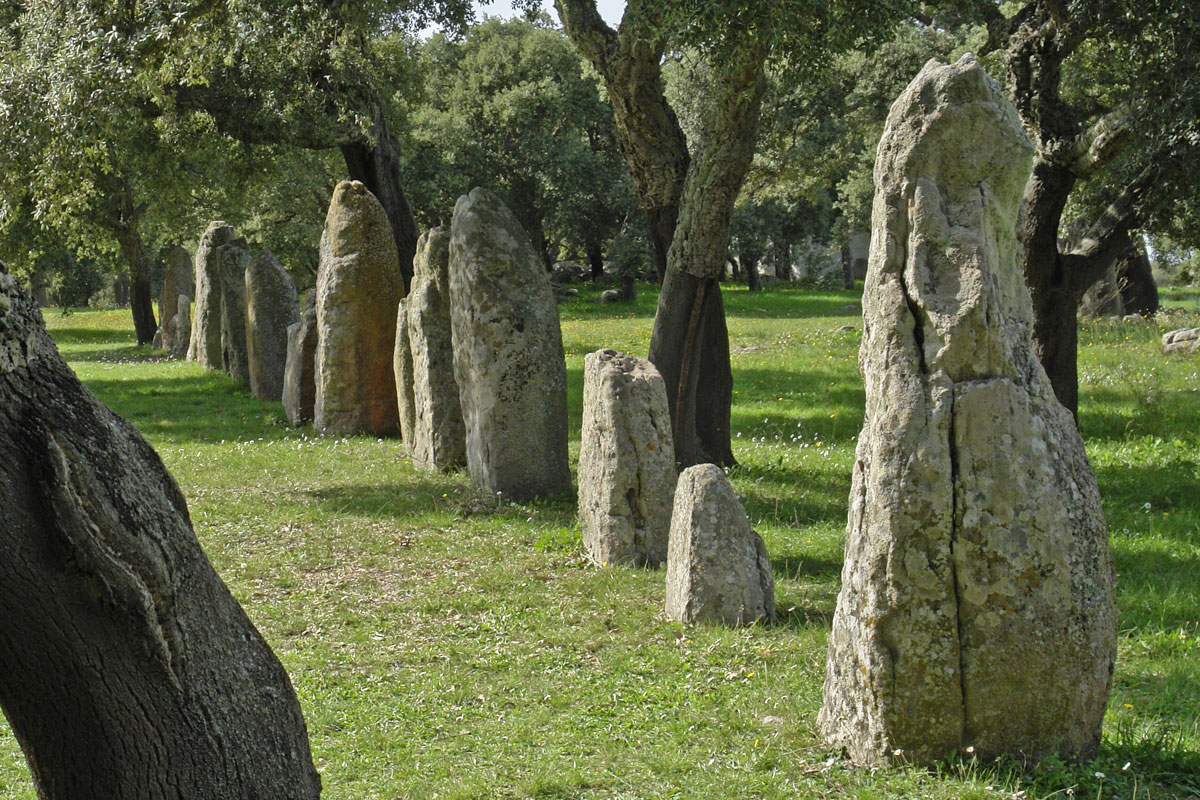
Menhires de Pranu Muttedu.

La historia de Cerdeña es bastante antigua y rica, y comienza en el Paleolítico inferior. El poblamiento inicial de la isla fue el resultado de movimientos humanos que se produjeron hacia el 6000 a. C., provenientes de la península itálica, de la península ibérica y de África.
Existen al menos tres teorías respecto a los orígenes del nombre de la isla. La primera de ellas, más cercana al mito, señala que el primer nombre fue Ichnusa, un apelativo de raíz griega que significa ‘huella de pie’. Este término hace referencia a la forma de la isla. Posteriormente el nombre cambió a Sardón.
Según una segunda teoría, más probable, el nombre se habría originado a partir de un jefe de África del norte (en la actual Libia) llamado Sardus, presunto hijo de Hércules que estableció una colonia en el sur de Cerdeña. Sardus fue venerado, a tal punto que se levantaron estatuas en su honor en la isla, con la inscripción «Sardus Pater». Una alternativa a esta última hipótesis es que los pueblos del mar Shirdana y Sikala se unieron a los fenicios, y de esos pueblos deriva el nombre de la isla. Más tarde el nombre cambiará de forma con los fenicios (Shardan), pero los egipcios, que fueron los primeros en escribir el nombre de los sardos ya en tiempos de Ramsés II, lo hicieron con la forma pluralizada SAyrdynA=w (/Shairdina-u/) o SAyrdAnA=w (/Shairdana-u/). Finalmente con los romanos tomó la forma (Sardinia).

## Prehistoria

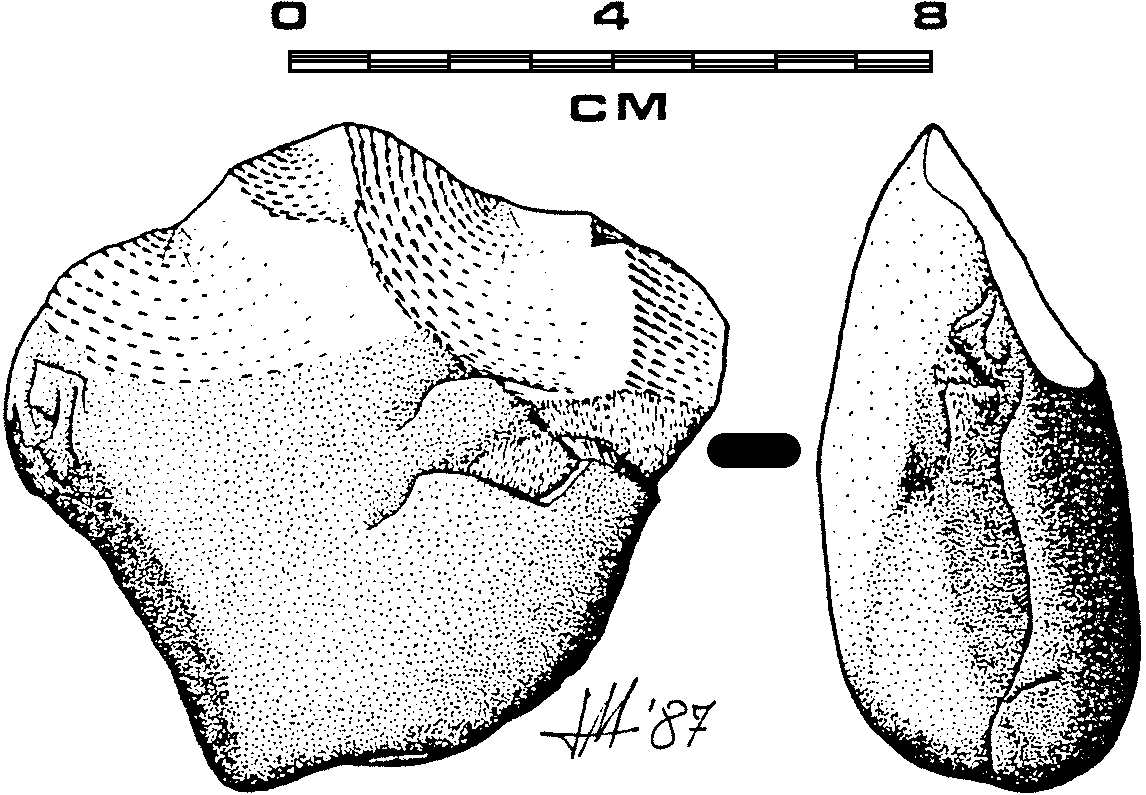
Ejemplo de un canto tallado por lascado.

Siendo la cultura nurágica una referencia para Cerdeña, podría pensarse que fue la única base para la historia sarda. Sin embargo, se puede constatar la existencia de civilizaciones anteriores presentes desde la prehistoria.
Con el descubrimiento en Perfugas (provincia de Sácer) de cantos rodados tallados por el método de lascado, los arqueólogos pudieron determinar la presencia humana en Cerdeña durante el período del Paleolítico inferior (entre el 400 000 y el 150 000 a. C.). Los datos varían según las fuentes, lo que se explica por el hecho que «por el momento los descubrimientos son insuficientes para proporcionar datos más precisos». Otras excavaciones en la caverna de Corbeddu revelaron la presencia de los restos humanos más antiguos encontrados en Cerdeña, que datan del Paleolítico superior (entre el 35 000 y el 10 000 a. C.).

## Protohistoria
Durante este período puede hablarse definitivamente de la instalación humana en la isla, más que simple presencia. Lo más verosímil es que poblaciones de la península itálica, África y la península ibérica se desplazaron hacia Cerdeña, y por eso puede decirse que en Cerdeña no existió un solo pueblo, sino un conjunto de pueblos.

### La cultura prenurágica

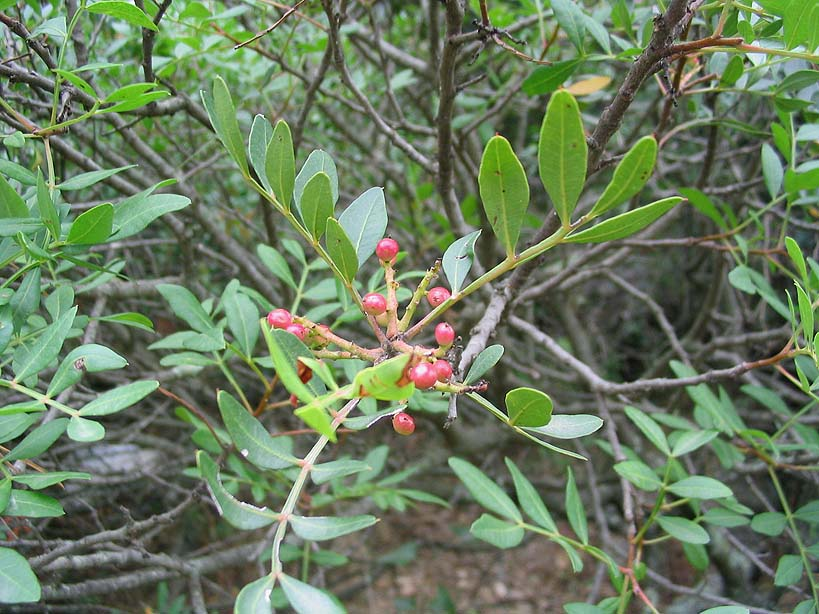
El lentisco (Pistacia lentiscus) fue utilizado para la fabricación de aceite.

La cultura prenurágica abarca un amplio periodo que comienza hacia 6000 a. C., para terminar hacia 1855 a. C. En este periodo se sucedieron varias civilizaciones, y la aportación de cada una de ellas es lo que permitirá la emergencia de la cultura nurágica.

Los sardos de esta época comenzaron por habitar en cavernas y practicaron desde un principio la recolección, la caza, y la agricultura. La recolección de frutos del lentisco (Pistacia lentiscus) permitiría por ejemplo la producción de aceite. Las técnicas evolucionarían, principalmente gracias a otros pueblos del Mediterráneo occidental, con los que comenzó un paulatino intercambio comercial, cultural y religioso. El comercio exterior giró alrededor de la obsidiana del monte Arci.

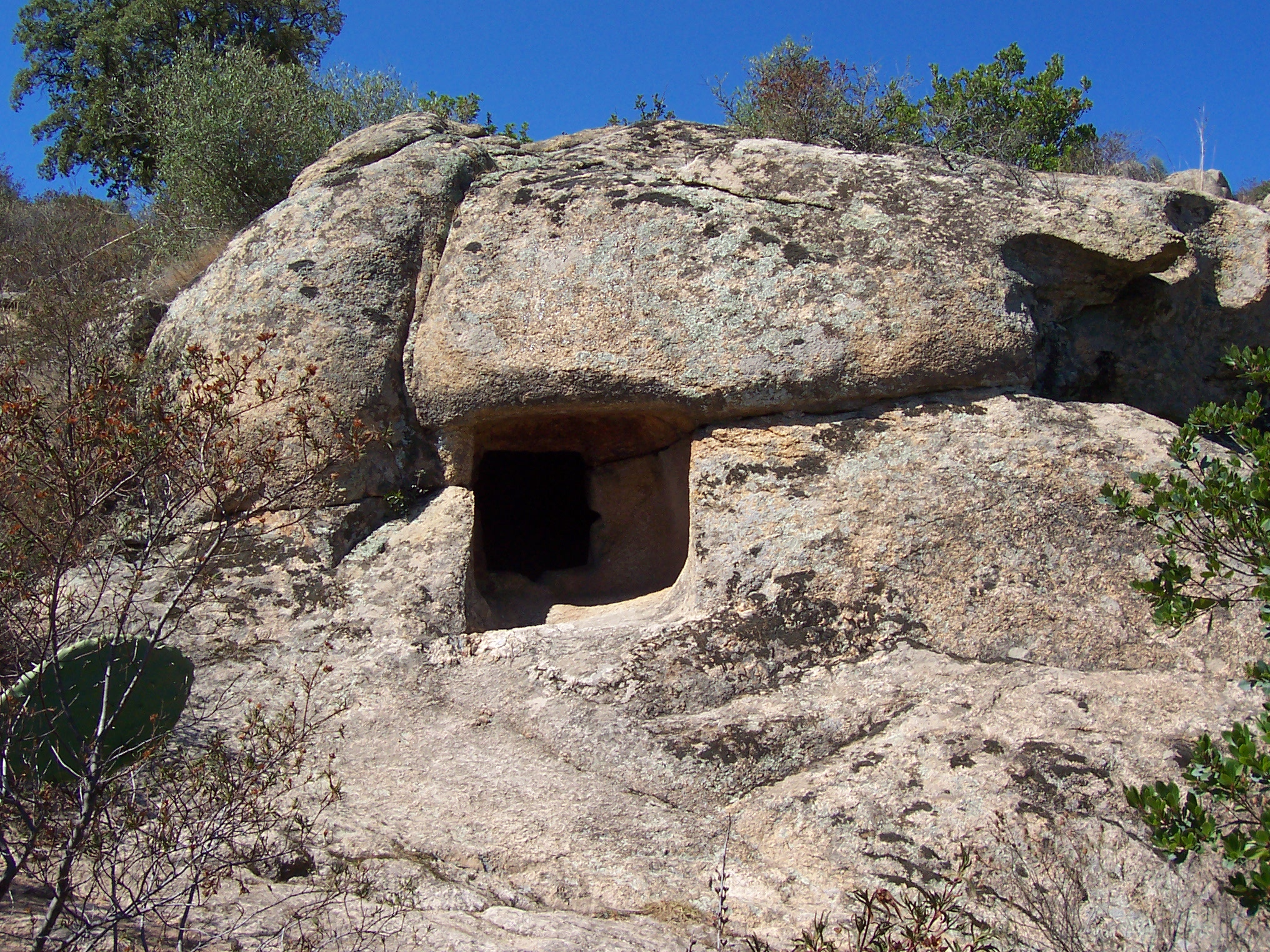
Domus de Janas de Lotzorai.

La inhumación de los restos humanos comenzó a realizarse en tumbas circulares (similares a los círculos megalíticos de Senegambia), pero evolucionaron después con la llegada de divinidades características (las diosas madres), domus de janas cada vez más complejos, y finalmente la aparición de los dólmenes.
A medida que la vida social se desarrolló, los sardos se reagruparon en pequeñas tribus para posteriormente construir los primeros poblados, pequeños núcleos situados en las alturas, constituidos por cabañas circulares de roca. También surgirían evoluciones técnicas, como lo demuestra la calidad de la cerámica y de las herramientas de caza.
Pero no es sino con las últimas civilizaciones de este periodo que aparecen verdaderos sistemas de defensa y el desarrollo de armas de metal. Se crea entonces una nueva clase social dominante, la de los guerreros, testimonio de la necesidad de este pueblo para defenderse.

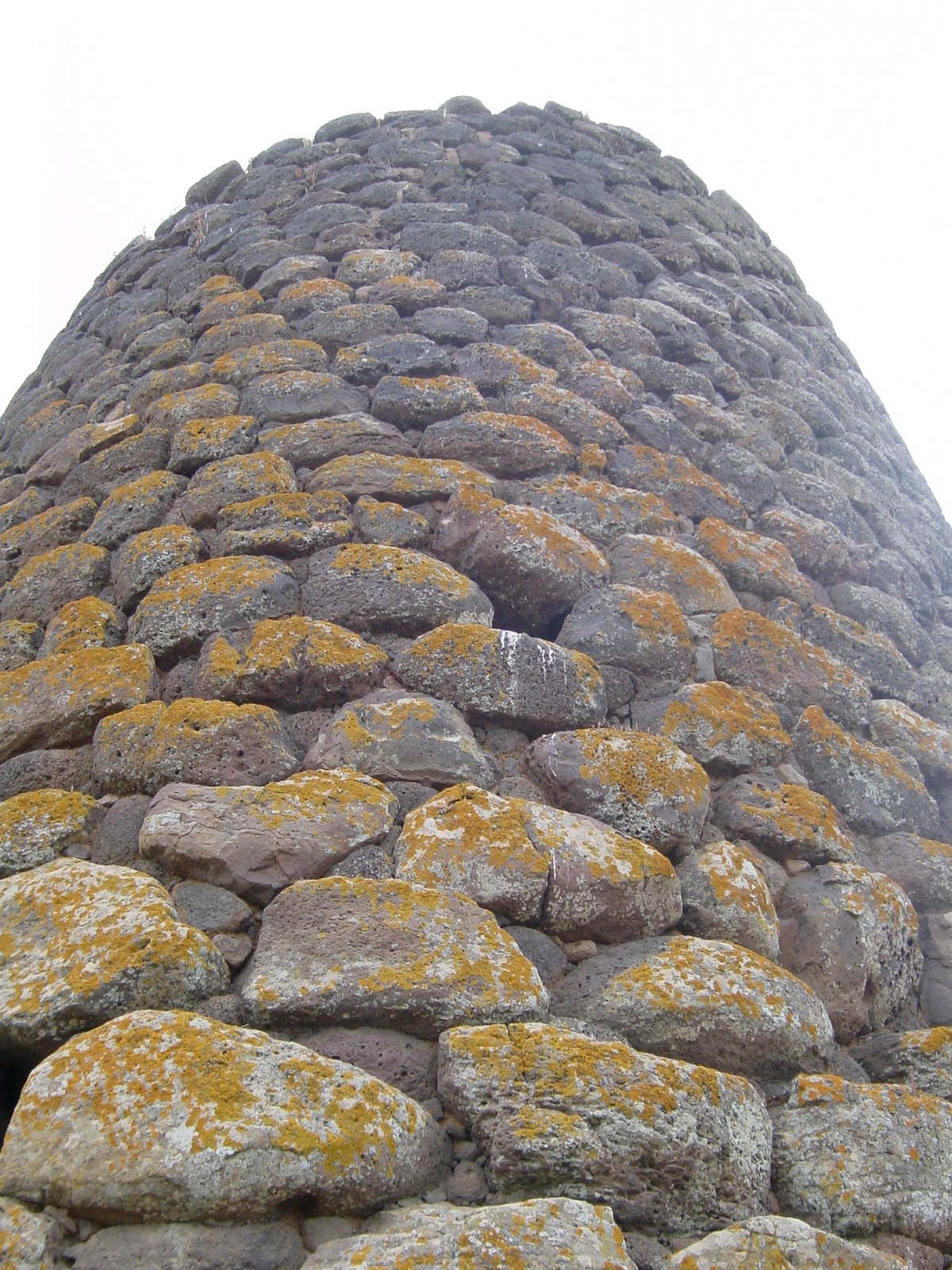
Un nuraga es un monumento en forma de cono truncado, construido con rocas.

### La cultura nurágica
Aun cuando se ha visto que el pueblo de Cerdeña tiene orígenes anteriores a este período, este es el pilar de la cultura sarda propiamente dicha. Es precisamente durante esta era que nació una verdadera sociedad.
El término nurágico tiene su origen en la huella más notable de esta sociedad, los nuragas, estructuras que se encuentran dispersas en toda Cerdeña, aún en la actualidad, en un número aproximado de 7000.
Con esa cifra se puede constatar la importancia de esta cultura, más aún si se toma en cuenta que su número fue superior en otros tiempos. Alrededor de 900 a. C. esta civilización comienza a declinar lentamente con la llegada de las colonias fenicias, para ver su fin hacia 238 a. C., con la llegada de los romanos. Los historiadores romanos aclaran que la cultura nurágica no era étnicamente homogénea, siendo los tres pueblos principales los corsos, los balaros y los yoleos-ilienses.

#### Civilización de Bonnanaro
Esta cultura (entre el 1855 a. C. y el 1200 a. C.) marca el principio de la era nurágica, y es reconocible por vasijas de cerámica con asas en forma de codo. Esta cerámica ha sido hallada en los domus de janas ―que fueron reutilizados―, las tumbas de gigantes y los dólmenes de esta época.

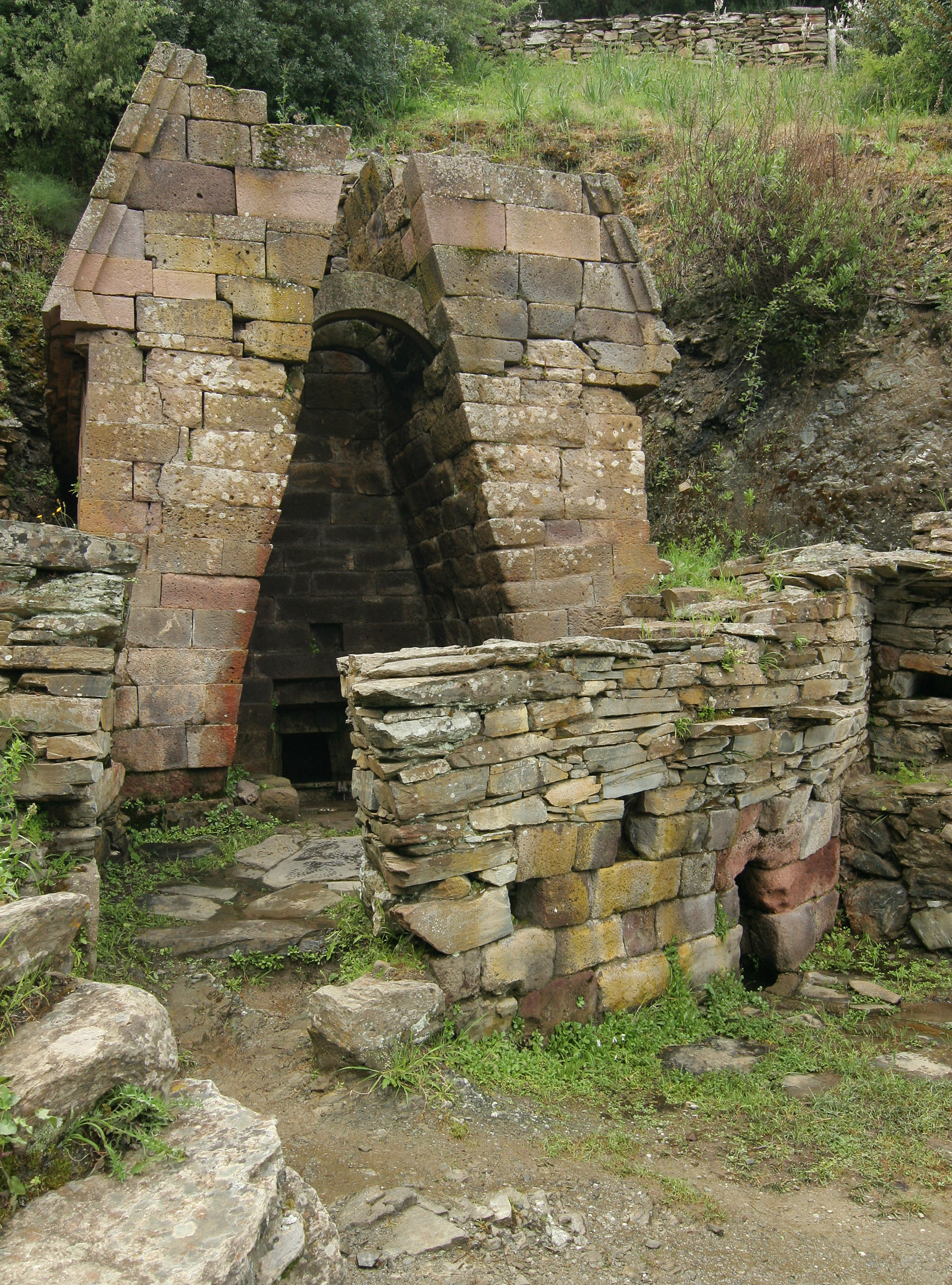
Pozo sagrado de Cerdeña.

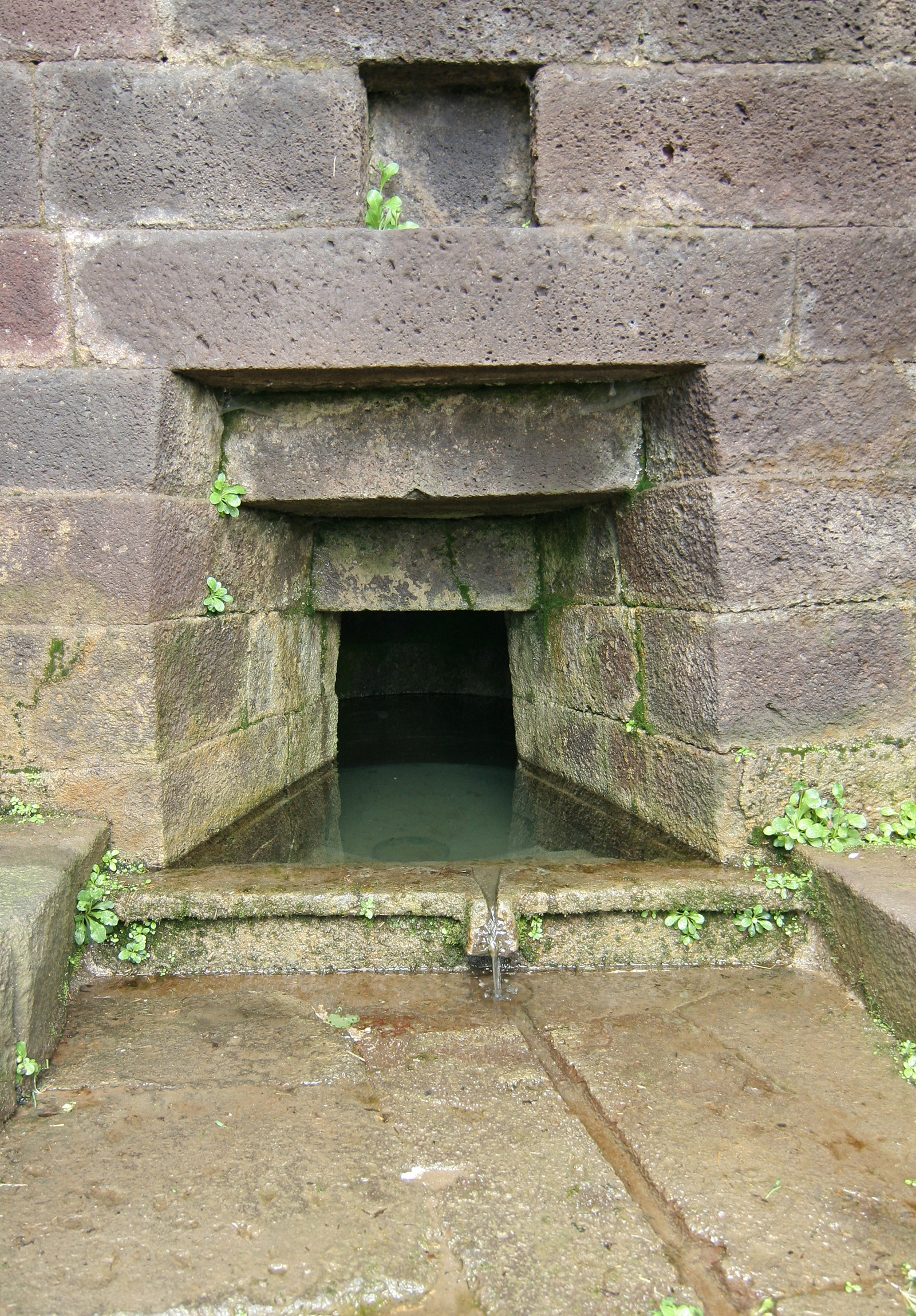
Detalle del pozo sagrado.

Bonnanaro fue una civilización guerrera, como lo demuestran las armas de cobre y bronce, y también los primeros nuragas (protonuragas) construidos, y se difundió por toda Cerdeña. Sin embargo, la isla se dividió probablemente en territorios autónomos que comerciaban entre sí. También puede pensarse que hubo guerras entre tribus, o en todo caso, altercados entre los reyes pastores. Estos últimos reinaban cada uno sobre una comunidad patriarcal de pastores y agricultores guerreros y vivían en el nuraga mientras que el resto de la población se alojaba en cabañas de roca, dispuestas alrededor del nuraga.
Más tarde, hacia 1490 a. C. hacen su aparición los nuragas en forma de tholos y las tumbas de gigantes con fachada, expresando el apogeo de esta civilización. Durante este periodo de la cultura de Bonnanaro se ha comprobado la aparición de armas importadas de Oriente, lo que muestra la importancia de un comercio manifiesto de gran amplitud, que originó una vida económica de buena calidad.

#### Cultura de la cerámica con peines y protogeométrica
Las vasijas de este período muestran una ornamentación con círculos y medios círculos trazados con peines. El desarrollo del culto al agua, que sin duda existía desde tiempos anteriores, hizo que se erigieran los llamados «pozos sagrados», que eran auténticos templos dedicados a ese elemento, donde no eran raras las ofrendas de objetos preciosos. Al parecer estos templos eran un punto de reunión entre las diferentes tribus, lo que revela la homogeneidad de ese pueblo a pesar de las diversas coaliciones.
La sociedad nurágica se volvió relativamente compleja con el paso del tiempo. En la actualidad, en ciertos núcleos de población nurágicos existen dos estructuras importantes que dan testimonio de ello. La primera es la «sala del consejo» (por ejemplo en el pueblo nurágico de Barumini), que servía para reunir a los jefes de las familias con el objetivo de solucionar los problemas de la comunidad. La otra estructura es la «sala del consejo federal», que tenía como función el tratar los asuntos que concernían al conjunto del pueblo nurágico mediante la reunión de los jefes de las tribus.

## Historia
Hacia el año 600 a. C., es introducida la escritura en Cerdeña a través de la intermediación de los fenicios. Esta aportación hace que la cultura de la isla pase de la época protohistórica a la histórica.

### Antigüedad

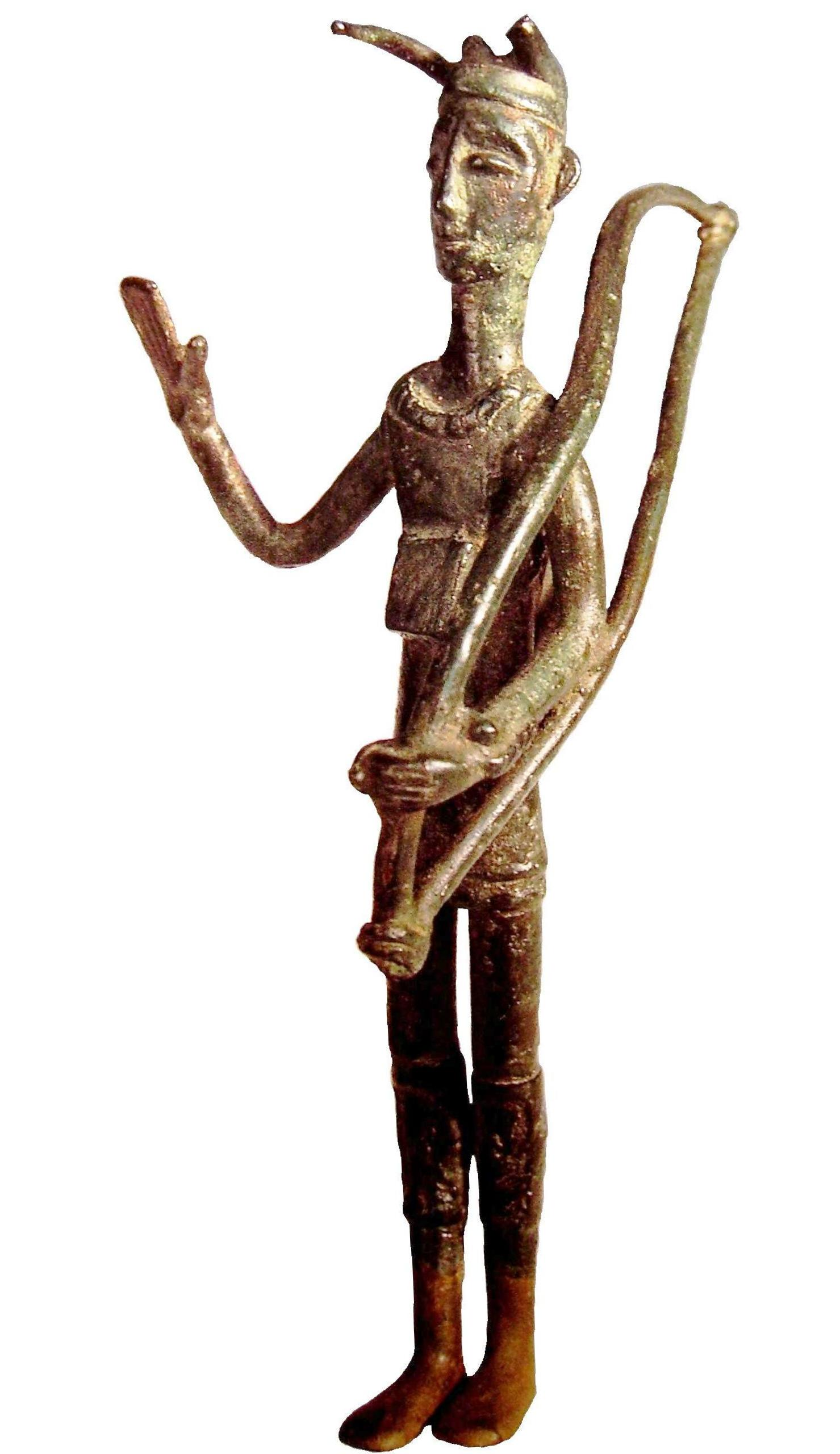
Estatuilla sarda de bronce, en el museo arqueológico nacional de Cagliari

La antigüedad en Cerdeña comienza por el período de dominación fenicia. Durante este tiempo, los sardos iniciarían la producción de aceite de oliva, la práctica de la apicultura, y el cuajado de la leche de oveja.

#### Dominación fenicia
Los fenicios, pueblo comerciante, conocían bien la isla, pues desde 100 años antes de iniciar un dominio sobre ella, los navegantes apostaban con regularidad sus barcos para pasar la noche allí, o bien cuando era necesario realizar alguna reparación en las embarcaciones. Cerdeña tenía una posición estratégica en las rutas comerciales fenicias con Europa, en particular con la de Gran Bretaña, además de que contaba con numerosos puertos y amplias zonas de pastos cercanas a la costa. De modo paulatino, los fenicios comenzaron a establecer poblaciones permanentes en la costa, sobre todo en el sur y el occidente de la isla, con el aval de las tribus locales, que de esa manera lograron aprovechar el comercio. A partir del 900 a. C., fecha aproximada del inicio de la dominación fenicia, los intercambios comerciales se habían multiplicado y se había desarrollado el trabajo de los metales. Hacia esta época aparecen los «pequeños bronces». Serían los fenicios y no los sardos los que aprovecharían los beneficios de la explotación marina, como la pesca del atún y de la sardina (nombre derivado de Cerdeña).
Mientras los comerciantes fenicios permanecieron en el litoral, la cohabitación entre estos y los indígenas fue buena, pero los fenicios comenzaron a interesarse en los recursos del interior y consideraron la conquista de toda la isla. Más tarde, otras colonias procedentes de Libia, dirigidas por Sardus, tomaron el control de Cerdeña. Este jefe fenicio probablemente dio el nombre a la isla, como sería nombrada por primera vez por los fenicios, Shardan. Pero el pueblo nurágico opuso tal resistencia que los fenicios tuvieron que solicitar la ayuda de Cartago. La relación que mantuvieron los fenicios con Cerdeña es particular en la historia de ese pueblo comerciante que, en la mayoría de las ocasiones, se interesaba poco en el interior de las tierras colonizadas y prefería la seguridad del mar. Así, Cerdeña representa una excepción y aparecieron fortificaciones fenicias en toda la isla.

#### Dominación cartaginesa

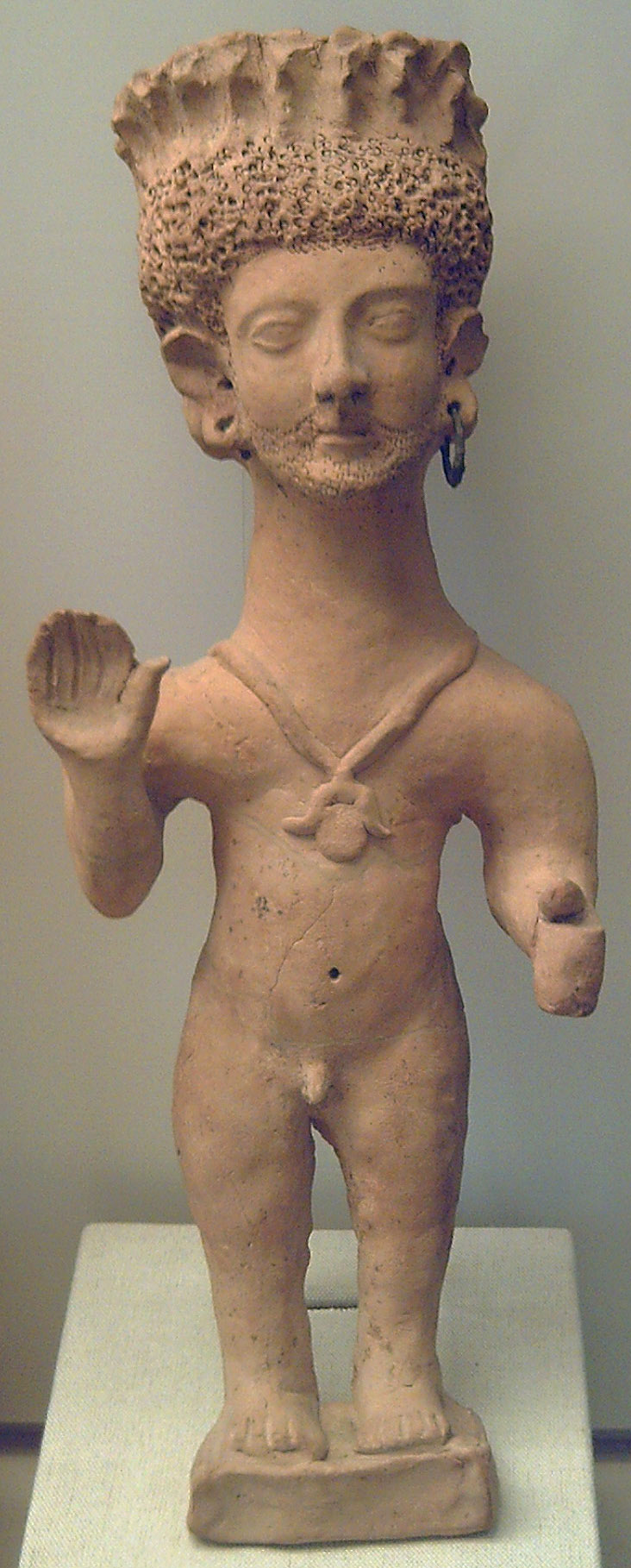
Ejemplo de estatuilla cartaginesa de terracota.

Los fenicios fueron la cultura madre de la civilización cartaginesa, cuya capital, Cartago, se erigió como una ciudad muy poderosa. En el año 545 a. C. el general cartaginés Malco intentó desembarcar en Cerdeña pero fue violentamente rechazado por el pueblo nuráguico, acontecimiento que marcaría el comienzo de varios años de guerra. Cartago empezó por crear alianzas con los fenicios establecidos en la costa sarda, a quienes los cartagineses llamaban los shardana. Fue necesario esperar 10 años para que se pudiera hablar de un auténtico inicio de una dominación cartaginesa, y en 523 a. C. puede hablarse de una ocupación casi completa. Únicamente la región montañosa oriental mantuvo la resistencia. Desde entonces, los puertos fenicios se desarrollaron en auténticas ciudades portuarias. Además, los cartagineses desarrollaron la agricultura cerealista en las tierras fértiles de Cerdeña, utilizando como esclavos a una parte de las poblaciones locales y cobrando impuestos a otras.
Las fuerzas púnicas se esforzaron en mantener al pueblo nuráguico resistente aislado en las regiones montañosas, áreas que eran demasiado inaccesibles para ser anexadas. De esa manera pudieron hacer de Cerdeña una verdadera base militar, estratégica en el mantenimiento de las rutas comerciales marítimas. Cartago logró negociar un tratado con los romanos en el que se establecía que estos últimos tenían prohibido atracar en la isla salvo en casos donde fueran forzados a hacerlo, como por una batalla o debido a una tormenta.
Se construyó una red de caminos carreteros y se fundaron las ciudades de Karalis (Cagliari) y Sulci (Sant'Antioco), pero se destruyeron numerosos monumentos del período nuráguico. En 259 a. C. y 258 a. C., los romanos comenzaron a enfrentarse a las guarniciones cartaginesas y lograron saquear Córcega y Cerdeña. En 249 a. C., Cerdeña fue saqueada nuevamente, y los romanos manifestarían un interés cada vez mayor por las dos islas.
Los romanos, con el pretexto de una supuesta preparación de los cartagineses para invadir el Lacio enviaron tropas hacia Cerdeña. De hecho, Roma aprovechó la debilidad cartaginesa tras la derrota en la primera guerra púnica y la grave situación que enfrentaba el ejército cartaginés ante la sublevación de los mercenarios sardos. Cartago tuvo que ceder toda la isla a Roma y pagar mil doscientos talentos bajo la amenaza de una invasión. En 238 a. C. se concretó la cesión a la República romana.

#### Dominación romana
Las legiones romanas penetraron rápidamente en todas las regiones sardas, incluida la de Barbaria, que dio nombre a la actual región de Barbagia. El último reducto de la civilación nurágica se extinguió, lo que sin embargo no representó una sumisión total de los sardos. Numerosas revueltas estallaron durante la ocupación romana, pero todas serían fuertemente reprimidas.

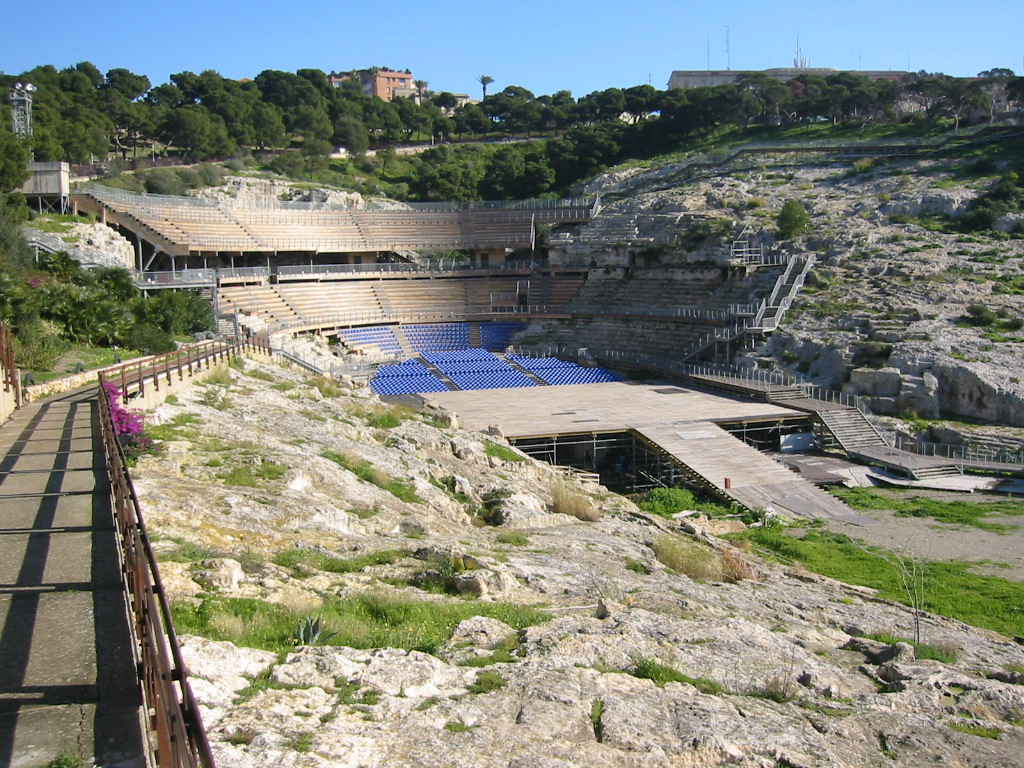
Anfiteatro romano de Cagliari.

La rebelión más importante fue sin duda la de 215 a. C., en la que sardos y cartagineses se unieron para expulsar a los romanos de la isla. Sin embargo, el día de la batalla, los cartagineses sufrieron una tempestad y llegaron tarde, y los romanos, superiores en número, lograron triunfar sobre esta insurrección. Todos los tentativas de rebelión posteriores fueron seguidas por sangrientas venganzas de los romanos. Puede hablarse del fin de las rebeliones hacia el año 31 a. C., ya en la época imperial. La región de Barbaria se mantuvo sin embargo siempre en resistencia.
Roma desarrolló una red de carreteras organizada que facilitaba el desplazamiento de las tropas y de los comerciantes. Esa red sirvió como base al sistema actual de carreteras. Los romanos aprovecharon abundantemente los recursos de Cerdeña, que llegó a ser un granero del imperio debido a sus abundantes cosechas de trigo de alta calidad. Se construyeron anfiteatros, y posteriormente la religión cristiana se difundió en Cerdeña debido a la llegada de judíos y cristianos exiliados, disidentes del imperio. En 227 Córcega formó parte de la provincia romana de Córcega y Cerdeña. Cuando el imperio se debilitó, la presencia de tropas romanas comenzó a declinar.

#### Dominación vándala

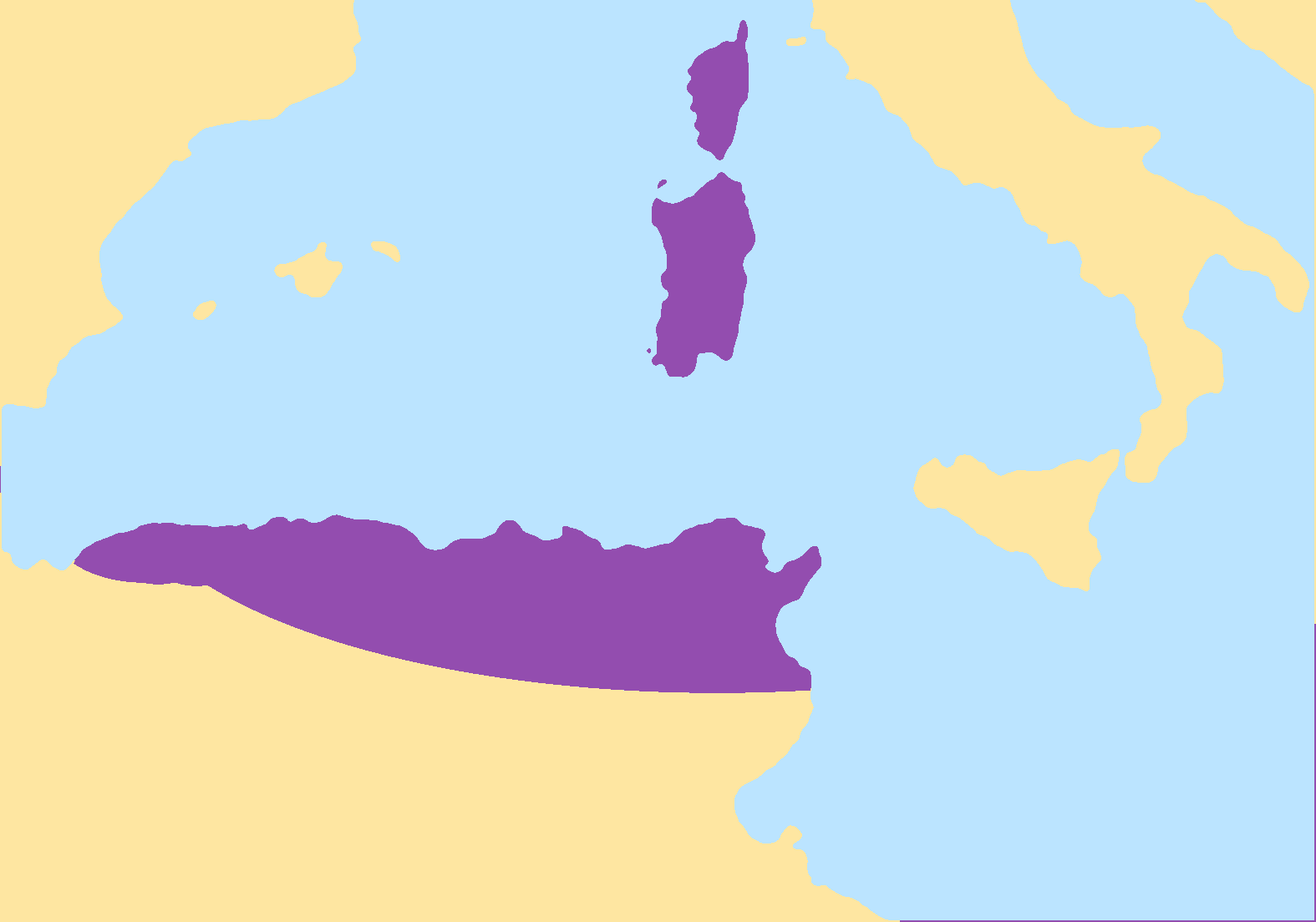
Emplazamiento aproximado del reino vándalo de África hacia 455.

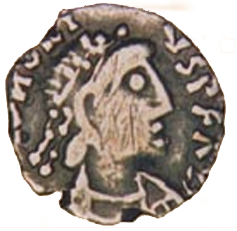
Moneda vándala encontrada en Cerdeña.

Los vándalos eran un pueblo de origen germánico que había migrado hacia el sur de sus tierras originales durante todo el siglo V. Invadieron sucesivamente la Galia, Hispania, y finalmente el norte de África, donde se establecieron, tomando Cartago en 439. El reino vándalo mantuvo un conflicto permanente con el Imperio romano por el control del Mediterráneo. Pero el imperio se encontraba en una fase decadente y en 442 se estableció un tratado en el que el territorio de las antiguas provincias romanas de África se dividiría entre romanos y vándalos». Con la fuerza que había cobrado, el reino vándalo pudo desembarcar y ocupar Cerdeña en 459 gracias al desarrollo de una flota de guerra que pudo realizar ataques rápidos y constantes a las posiciones romanas de la isla. Los romanos finalmente dejaron la isla desamparada. Así, Cerdeña pasó a ser un botín de capitanes vándalos que reinaron como gobernantes absolutos. Los romanos intentaron recuperar este territorio estratégico en varias ocasiones y para ello «trataron de impulsar una rebelión sarda».
Cerdeña permaneció como una tierra de exilio en esta época. Por ejemplo, Fulgencio de Ruspe fue exiliado en la isla en 523 por haber escrito sus Cartas ascéticas y morales. En 534 el Imperio bizantino se apoderó del reino vándalo gracias a las exitosas campañas de Belisario.

### Edad Media

Las conquistas de Justiniano, en amarillo.

En la Europa medieval, Cerdeña fue durante un largo tiempo una excepción al feudalismo y su sociedad se rigió por un gobierno de señoríos. Esta fase de la historia de la isla comienza en 476 con la caída del último emperador romano, Rómulo Augústulo.

#### Dominación bizantina e incursiones sarracenas
En 533, después de haber asegurado sus fronteras, el Imperio bizantino se anexó los territorios del reino vándalo. Así, en 534, el imperio, intentando recuperar sus antiguas fronteras occidentales, ocupó Cerdeña. Este hecho le permitiría a Bizancio iniciar la reconquista de Italia desde 535.

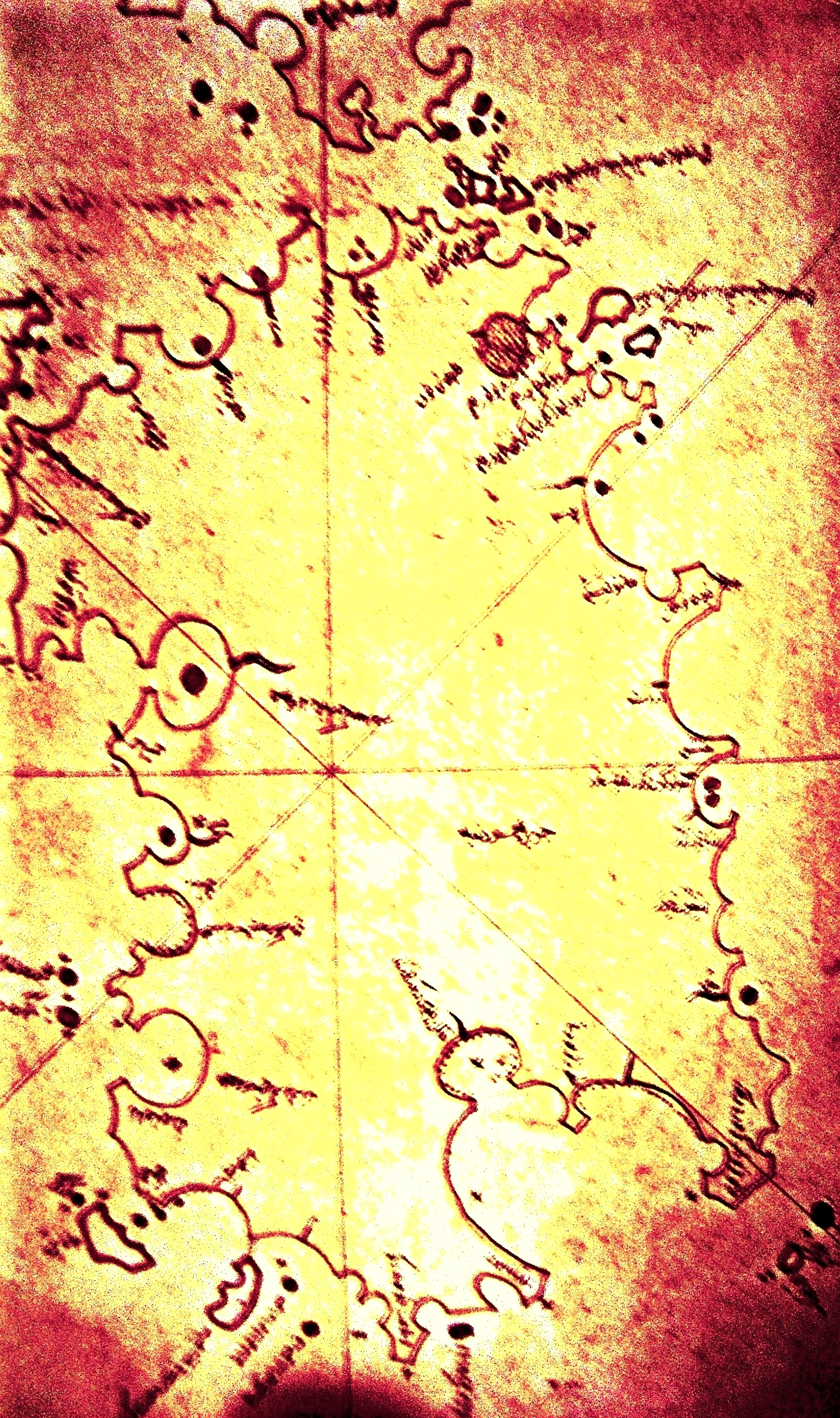
Mapa medieval árabe de Cerdeña.

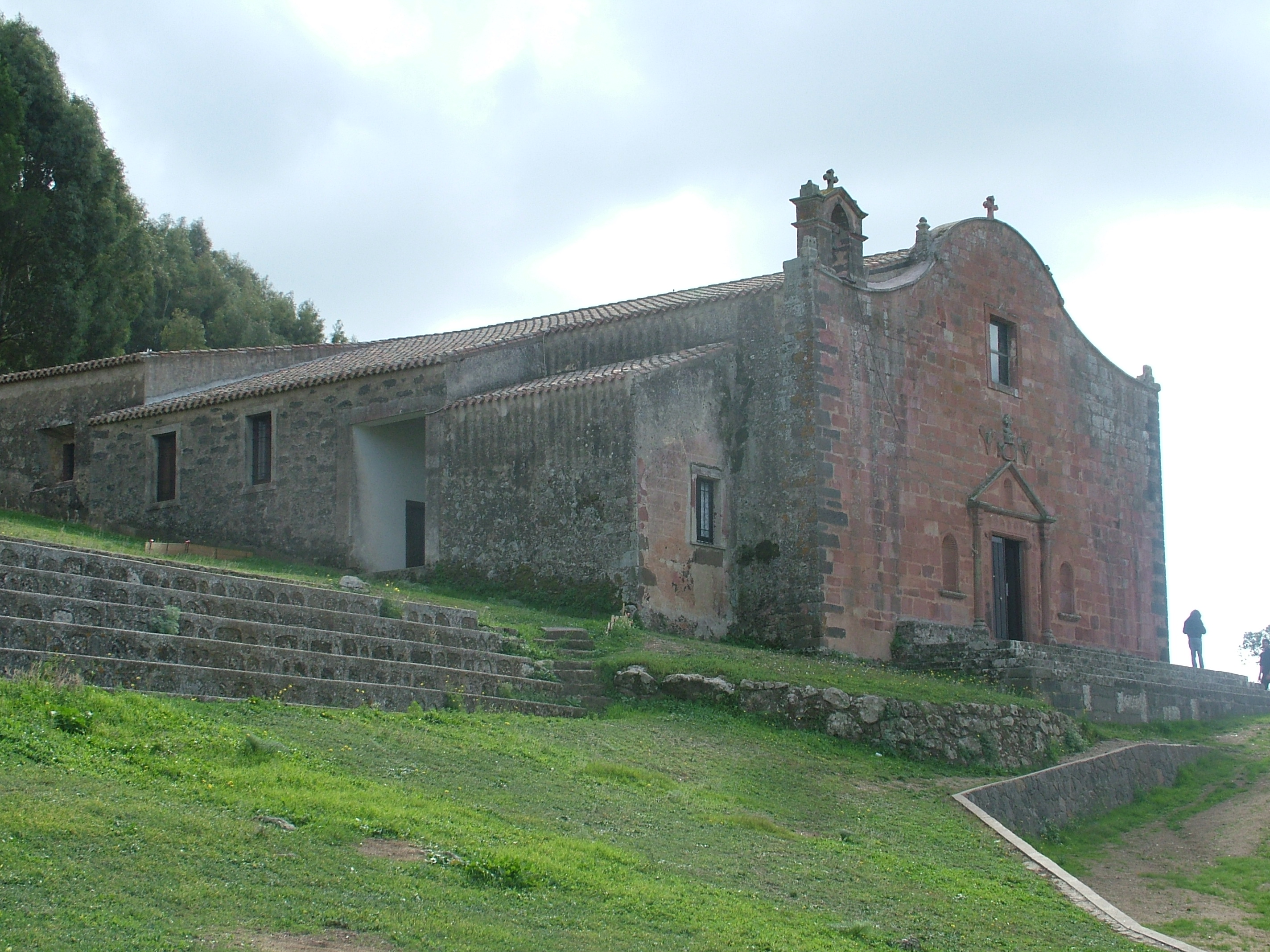
Templo de San Constantino, en Sedilo.

El dato más relevante de la dominación bizantina es la conversión completa de los sardos al cristianismo. Solo los habitantes de Barbaria conservaron las antiguas creencias y costumbres. Mientras tanto, en todo el territorio se observó la construcción de templos basada en el modelo de Santa Sofía en Constantinopla. De este modo, se introducen en la isla los ritos litúrgicos bizantinos.
Por otro lado, aún en la actualidad se realiza en Sedilo la cabalgata llamada «de s’Ardia», que evoca las carreras de los hipódromos de Bizancio. Poco a poco, la cultura bizantina ejerció su influencia en la cultura y en particular, en el arte insular.
Cerdeña formó parte de la prefectura de África. En Cáller residía un jefe civil, y un jefe militar vivía en el Forum Traiani Fordongianus, un puesto fortificado con muralla que desde tiempos de los romanos servía para contener a los habitantes de la Barbaria. A lo largo de esta frontera se encuentran fortalezas como las de Augustis Austis, Samugheo, Valentia Nuragus y Armungia. La población sarda fue sometida a una pesada carga fiscal, y a los impuestos tradicionales se añadieron los suffragia, contribuciones adicionales con las cuales los oficiales intentaban recuperar las sumas gastadas en obtener su puesto.
Durante el período iconoclasta de la historia bizantina, a lo largo del siglo VIII, el imperio entró en crisis y los árabes tomaron paulatinamente el control del Mediterráneo. Como Cerdeña ya no contó con la protección de Bizancio, sus habitantes se vieron obligados a organizar por sí solos la defensa contra los invasores árabes, el 27 de octubre de 710. Aunque permanecieron durante casi 70 años en posición de dominación, los árabes tuvieron que enfrentar en 778 una rebelión popular que los expulsó rápidamente de la isla. Una nueva y última intentona de conquista árabe fracasó en 821.

#### Los juzgados
No se conoce con precisión la fecha de creación de los Juzgados (en sardo judicados, en italiano giudicati), que fueron cuatro estados autónomos, pero su existencia se halla plenamente comprobada en el año 851, aunque es posible que su nacimiento sea anterior a esa fecha. Cada juzgado (Logudoro, Gallura, Arborea y Calaris) fueron gobernados por reyes o judiches (jueces en la traducción literal), que eran elegidos por el parlamento sardo llamado Corona de Logu. El origen de los juzgados se encuentra en el dominio local de diferentes dinastías indígenas.

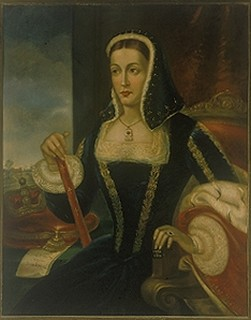
Leonor de Arborea.

Los juzgados se encontraban compuestos de un territorio o logu, dividido en varios curatorias dirigidos por los curatores (autoridades, principalmente judiciales), y se constituían de numerosos poblados llamados biddas. Los curatores eran los encargados de designar al majore (alcalde) o jefe del pueblo. Los juzgados se encontraban divididos en distritos administrativos, electorales y jurisdiccionales llamados curatorias o curadorias (curadurías) dirigidos por un curatore cuyo nombramiento tenía que ser aprobado por el Juez. El curatore era un funcionario del juzgado, y su mandato tenía un límite fijo de tiempo; tenía autoridad sobre las percepciones fiscales, sobre la acción judicial penal y civil, sobre los órganos de policía y sobre el reclutamiento militar.

Los cuatro Juzgados sardos.

El tamaño de los distritos se hallaba definido por la población que habitaba en ellos, que tenía que ser aproximadamente igual que la de los demás distritos. Por consiguiente hubo movimientos limítrofes debido al cambio en las tasas de crecimiento demográfico. Los hombres libres de cada curatoria se reunían periódicamente en asamblea para elegir a su representante en la Corona de Logu. Los pequeños núcleos de población o aldeas, las biddas sumaban 900 e incluso hasta 1300, pero su número se redujo a unos 380 debido a la peste, la guerra y la represión aragonesa tras la conquista de la isla. El de Cerdeña era un sistema administrativo muy arraigado y extremadamente eficaz para gobernar el territorio, pero desapareció paulatinamente durante el siglo XIV y sobre todo durante el siglo XV por la imposición del sistema feudal aragonés. Durante el período de los juzgados se desarrolló la lengua sarda, que se constituyó como el idioma oficial de la isla. La Iglesia bizantina ortodoxa fue reemplazada por el catolicismo mediante la intervención del papa Gregorio I. Esta religión se extendió en toda la isla con excepción de la mayor parte de Barbagia.
A partir de los alrededores de 1100, se observó el segundo impulso del arte cristiano en la isla (después del bizantino) caracterizado por numerosas construcciones religiosas. A partir de entonces también se puso fin al aislamiento que había conocido Cerdeña hasta ese momento y se impuso una nueva mentalidad feudal importada del continente. El aislamiento de Cerdeña la había protegido hasta entonces de la llegada de señores relativamente ricos y poderosos ansiosos de obtener poder. Los castillos y otras fortalezas hicieron su aparición por obra de señores feudales llegados del continente, como los Malaspina y los Doria en particular.
Es a partir de este período cuando Cerdeña juega un papel importante en la política europea como lo muestran los múltiples contactos entre las monarquías europeas y, particularmente, el Juzgado de Arborea; este último fue el más influyente y el que sobrevivió por más tiempo: hasta el 29 de marzo de 1410, fecha de su capitulación. Un documento de este período, escrito por Miecislao I de Polonia dirigido al papa Juan XV, demuestra que los Juzgados eran conocidos por la «lejana Polonia y que debían tener un papel de gran prestigio en la Europa medieval».
Leonor de Arborea, a la cabeza del Juzgado de Arborea, pondría en funcionamiento el primer código civil en su tipo en Europa, la Carta de Logu (carta del lugar). La fecha de promulgación de esta ley es incierta, pero seguramente data de antes de 1392 y permaneció vigente hasta 1827. Esta acta haría de Leonor de Arborea una de las principales personalidades de la política sarda de su época.

#### Dominación pisana y genovesa

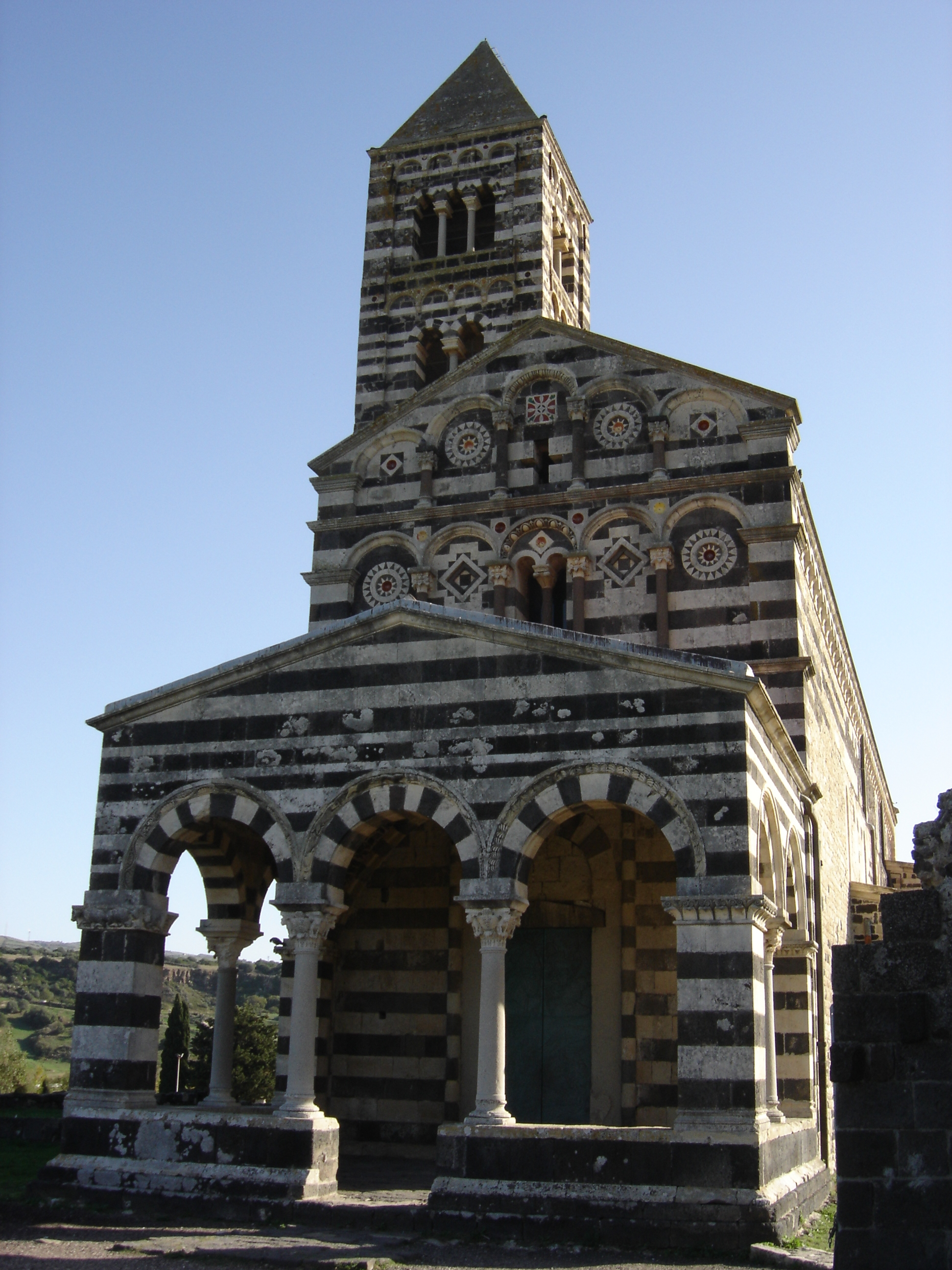
Las numerosas iglesias de estilo románico pisano (aquí la basílica de Saccargia) dan testimonio de la influencia de Pisa en la Edad Media.

En 1015, el pirata sarraceno Museto se había apoderado de Cerdeña, pero tuvo que abandonar la conquista frente a la llegada de una poderosa flota procedente de las repúblicas marítimas de Pisa y Génova que a solicitud del Papa tenía como intención expulsar a los árabes.
Las dos ciudades italianas que habían liberado a Cerdeña se interesaron en el territorio insular y comenzaron a interferir en su gobierno. Durante este tiempo, Pisa incrementó su poder al convertirse en el puerto principal del mar Tirreno y en un importante centro comercial debido, entre otros factores, al emplazamiento ideal de Cerdeña.
La injerencia política de Pisa y Génova en las actividades de los jueces duró desde el siglo XI hasta el siglo XIV, transformándose lentamente los Juzgados en protectorados para terminar en colonias. Estas dos potencias marítimas se confrontarían permanentemente por el control total de la isla y por ello Cerdeña permanecería constantemente dividida. Los Papas mantuvieron siempre la confrontación pisano-genovesa, apoyando siempre a la parte más débil. Las familias más poderosas de ambas ciudades italianas se disputaron los territorios de los antiguos Juzgados. En 1258, desapareció el Juzgado de Cáller, tomado por los pisanos. En 1265, Mariano de Serra era el único sardo con una investidura gubernamental, mientras que casi toda la isla se hallaba entregada al poder extranjero.
El reino de Arborea, el más fuerte y mejor organizado de los Juzgados, permaneció independiente. Defendió con fuerza su independencia y en 1323 se alió con Jaime II de Aragón en una campaña militar contra Pisa y Génova que tenía por objetivo la creación del Reino de Cerdeña.

#### Dominación aragonesa y española

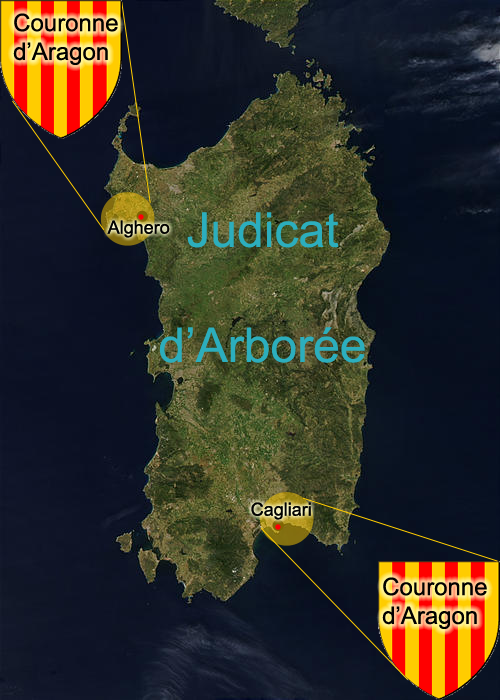
El Juzgado de Arborea y la Corona de Aragón en Cerdeña, antes de 1410.

Con la conquista pisana de los Juzgados de Cáller y de Gallura, el papa Bonifacio VIII creó el 4 de abril de 1297 el Reino de Cerdeña y de Córcega, con el fin de pacificar los conflictos de Sicilia entre la Corona de Aragón y la Casa de Anjou. La Paz de Caltabellotta entre ambas casas reales se firmó el 19 de agosto de 1302. Con el apoyo del Papa, las fuerzas aragonesas comenzaron las operaciones militares contra los pisanos de Cáller y de Gallura, el 18 de abril de 1323 en la campaña de Santa Catalina, entre Villanovaforru y Sanluri. El 20 de julio de 1324, con la toma del castillo de Cáller por las tropas de Jaime II de Aragón, se instauró definitivamente el Reino de Cerdeña y Córcega. Entonces Sácer se rebeló contra el nuevo poder de ocupación, el 21 de julio de 1325, y lograría permanecer independiente durante un año. El 26 de septiembre de 1326 estalló una nueva insurrección, que sería violentamente reprimida.

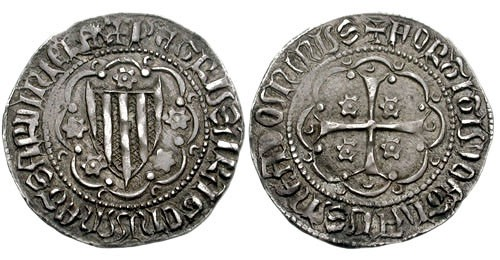
Moneda sarda del rey Pedro IV de Aragón.

En 1354, la localidad de Alguer se convirtió en una posición aragonesa. Entre febrero y abril de 1355 se reunió la primera Corte, lo que condujo en julio a la paz de Sanluri entre Aragón y Arborea. La derrota de los otros Juzgados y la retirada parcial del rey de Aragón permitió al aún autónomo Juzgado de Arborea conocer una importante expansión que logró reunir a casi toda Cerdeña. Sin embargo, en 1383 los sardos asesinaron al tiránico Hugo III de Arborea.

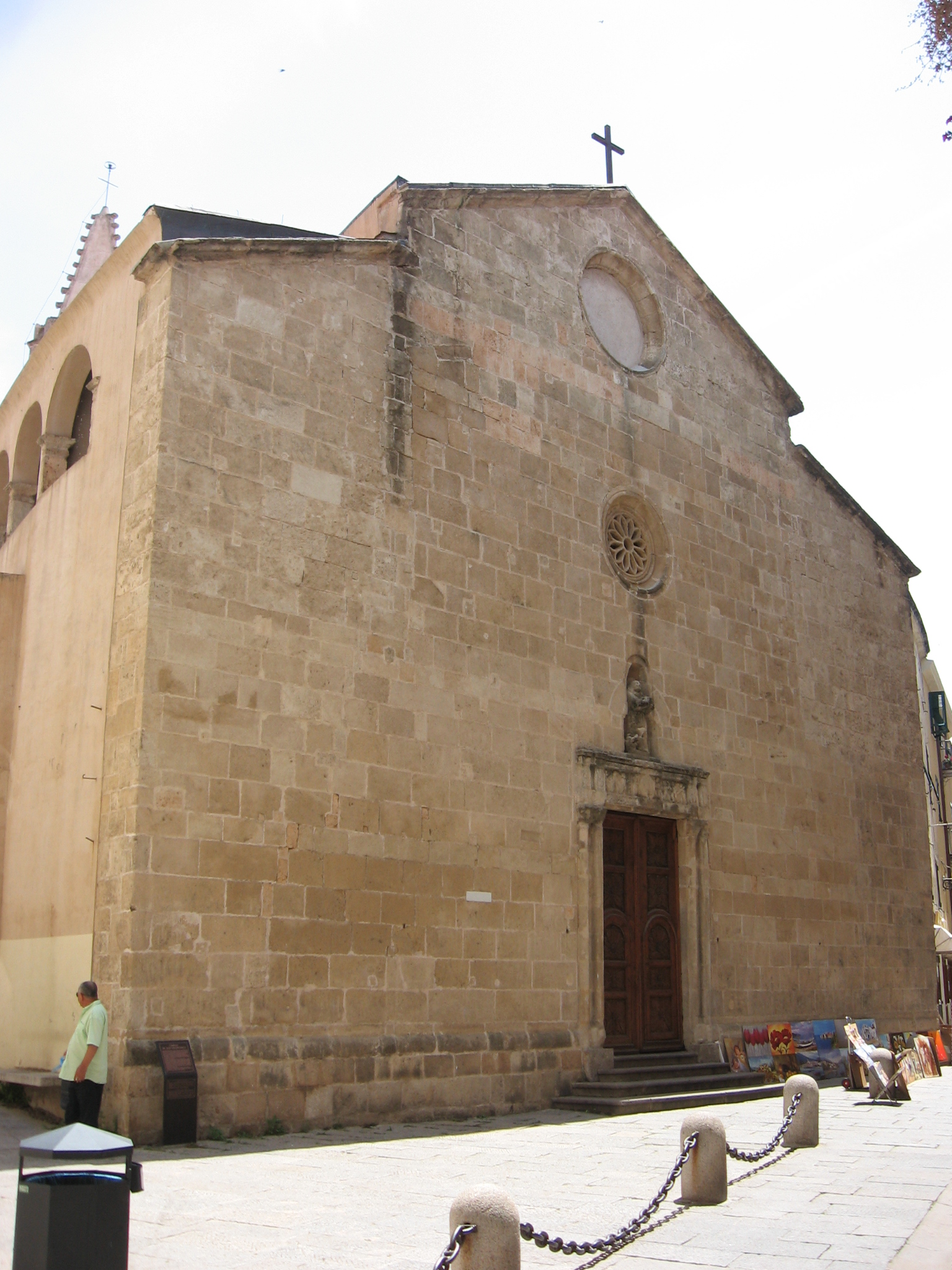
Iglesia de San Francisco, en Alguer, uno de los principales exponentes del gótico catalán en Cerdeña.

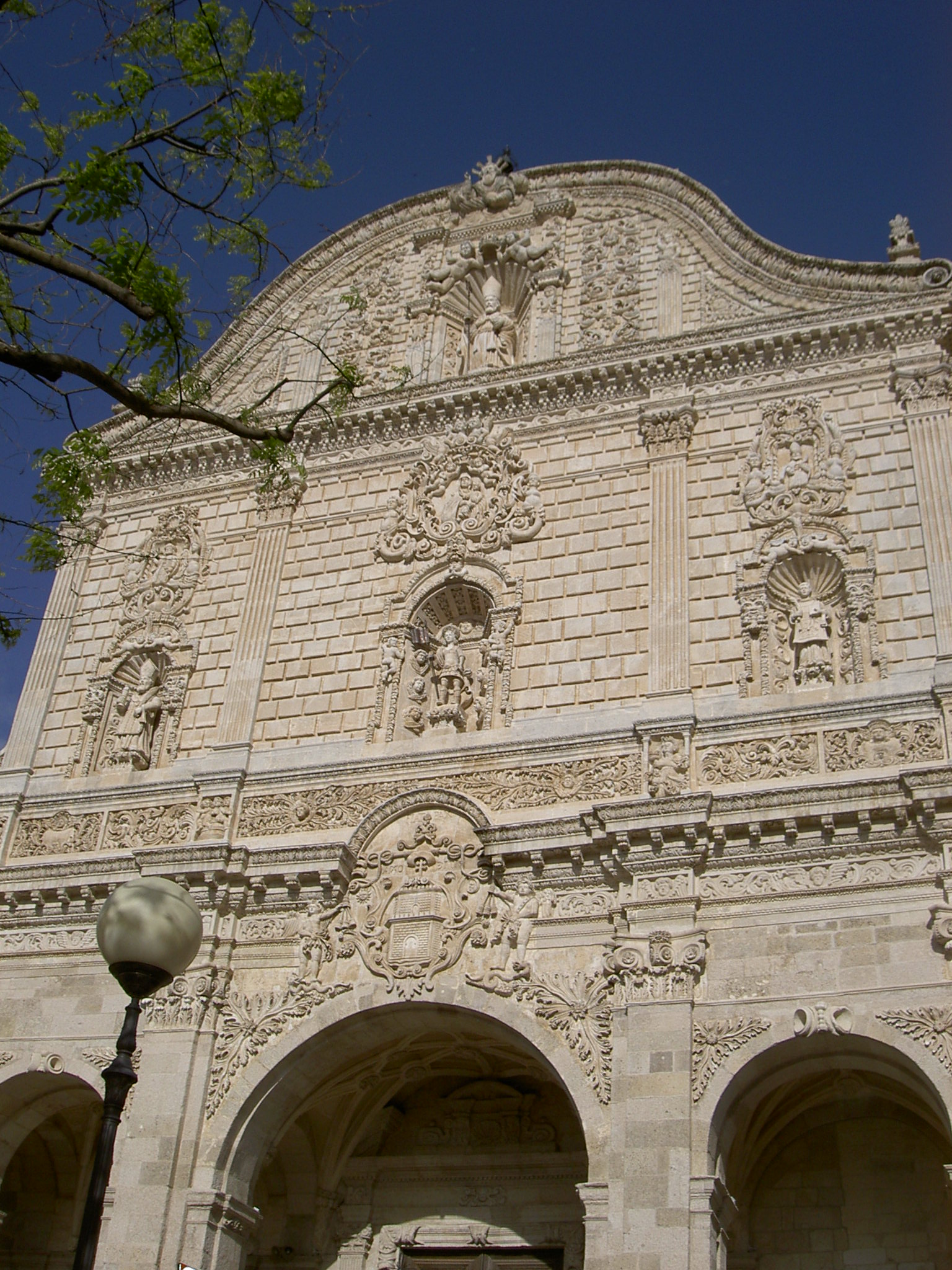
Fachada principal de la catedral de Sácer, en estilo barroco español.

Un nuevo tratado de paz ―la «paz sarda»― se firmó entre aragoneses y arborenses en 1388, tras la muerte el año anterior de Pedro IV de Aragón. Sin embargo, esta paz fue corta, y el 30 de junio de 1409 el Juzgado de Arborea fue derrotado estrepitosamente en Sanluri por las tropas de Martín I de Aragón, lo que implicaría la venta del reino para 100 000 florines de oro de Guillermo III de Arborea en 1420 y la unificación total de Cerdeña bajo la égida del monarca aragonés Alfonso V, con la excepción de la ciudad doriana de Castelsardo, conquistada solo en 1448. Paradójicamente, el Reino de Cerdeña y Córcega, como fue ideado por el papa, solo consistiría del territorio de Cerdeña, pues aunque Aragón planeó la conquista de la isla de Córcega, sus propósitos nunca alcanzaron una conclusión favorable. Los monarcas aragoneses utilizaron por lo tanto solamente el título de rey de Cerdeña y durante un tiempo el de rey titular de Córcega.
Cerdeña tuvo un estatus especial dentro de la Corona aragonesa, pues dependía directamente del rey, lo que le confirió cierta autonomía. La isla se organizó políticamente bajo la forma de un parlamento, las Cortes, donde tenían representación los poderes eclesiástico, militar y real. Este último poder correspondía a los representantes de las ciudades.
Tras la unión dinástica de la Corona de Aragón y la Corona de Castilla mediante el matrimonio de los Reyes Católicos, Fernando II de Aragón, y por lo tanto rey de Cerdeña, reorganizó la administración y Cerdeña pasó a depender del Consejo de Aragón y del virrey. El descubrimiento de América provocó que la isla viviera una fase de decadencia, ya que la navegación y el comercio en el Mediterráneo declinó en favor del Atlántico y de la recién descubierta América. Mientras que en Europa se producían grandes cambios culturales y económicos, en Cerdeña permaneció anquilosado el sistema feudal. El dominio de la isla estaba en manos de la nobleza aragonesa, catalana y valenciana. Los efectos fueron particularmente nefastos para las zonas agrícolas, donde desaparecieron los antiguos propietarios mientras que la población más humilde, encargada de labrar el campo, vio agudizarse su miseria. A la extrema pobreza se añadieron epidemias de peste y cólera, que junto a la malaria que azotaba anualmente la isla resultaron en una disminución de la población. En 1470, dos nobles descendientes de jueces de Arborea chocaron por los derechos del Marquesado de Oristán, y el noble Leonardo Alagon trató de derrotar a las fuerzas españolas en Uras en el mismo año, ma los rebeldes fueron derrotados definitivamente en la batalla de Macomer, en 1478. Leonardo Alagon murió en la prisión de Játiva en 1494.

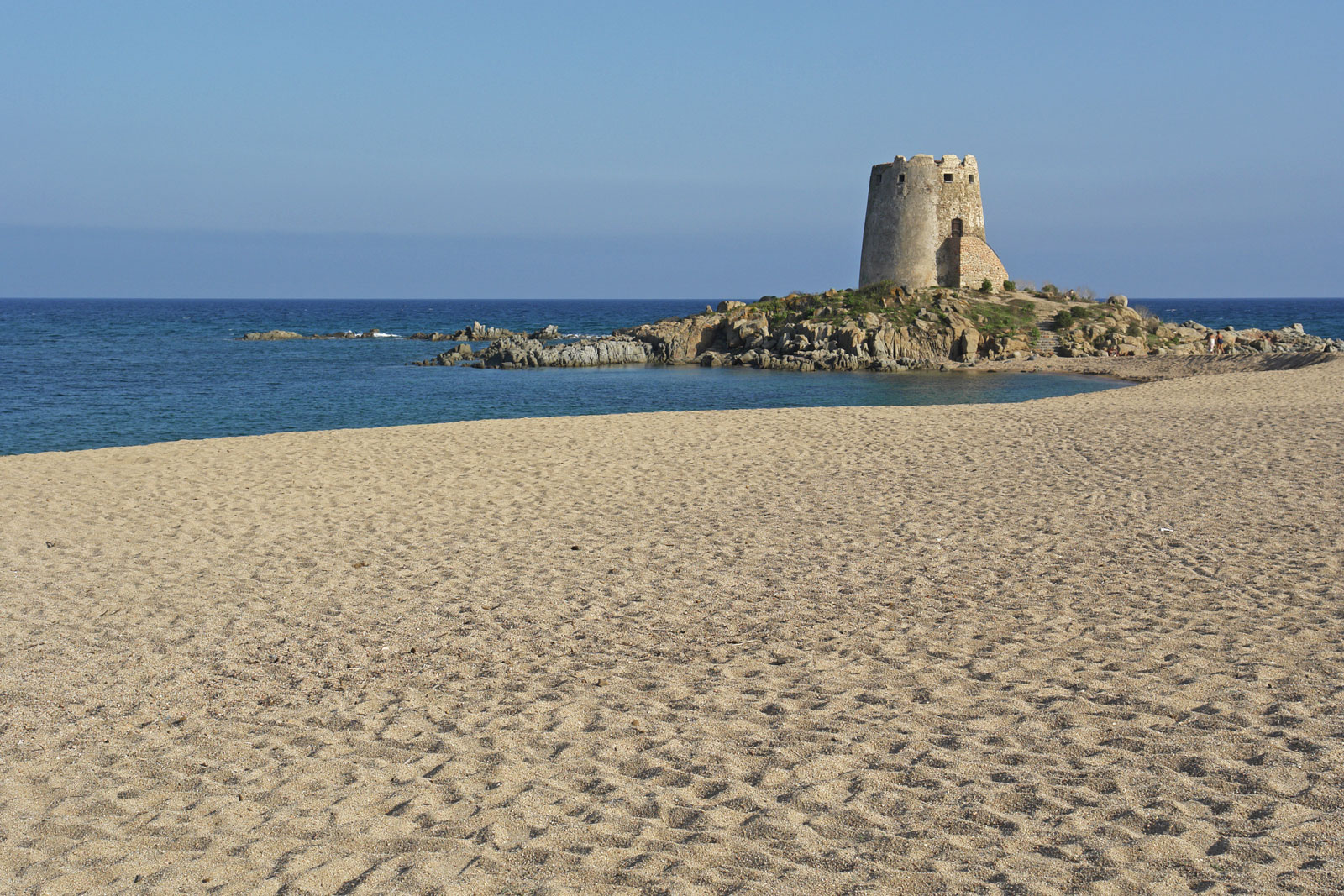
Torre española de Bari Sardo.

En el contexto de la guerra del emperador Carlos V contra los musulmanes, Cerdeña se ubicó en el límite de las posesiones españolas y por ello fue provista de un sistema de defensa cuya columna vertebral se hallaba entre Cáller, Alguer y Castellaragonese (hoy Castelsardo). De Cáller zarparon grandes flotas españolas contra Túnez y Argel; no obstante, la costa sarda fue asaltada y saqueda en varias ocasiones en el siglo XVI por turcos otomanos, franceses y piratas berberiscos. A partir de 1572 se inició la construcción de torres de vigilancia en toda la costa, que a finales del siglo sumaban 82.
La larga presencia aragonesa influyó fuertemente en las costumbres sardas. El idioma catalán y español fueron oficiales en Cerdeña y dejaron una evidente huella en la lengua sarda. En la actualidad el catalán se mantiene como lengua hablada en la ciudad de Alguer, en el noroeste de la isla. Se han encontrado también varios documentos en castellano, idioma que en la isla se mantuvo en uso hasta las primeras décadas del 1800 y que han permitido enterarse de algunas costumbres de la época final del dominio español en Cerdeña, como por ejemplo un documento de 1678 que relata un proceso para «hechos de hechicería y mala moralidad»». Entre los casos juzgados por la Inquisición española es de recordar el de Sigismondo Arquer, quien ―acusado de luteranismo― fue enviado a la hoguera en Toledo, en 1571.

### Época moderna y contemporánea
La Guerra de Sucesión Española provocó que Cerdeña fuese ocupada por un ejército anglo-holandés en 1708 y pasara en 1713 al dominio de Austria mediante el Tratado de Utrecht. Aunque la isla fue rápidamente recuperada en 1717 por Felipe V de España, al año siguiente este tuvo que regresarla tras la derrota de España ante la Cuádruple Alianza.
Durante la época moderna, el destino de Cerdeña se uniría al de Italia. El reino de Cerdeña piamontés mantendría sin embargo una preponderancia en la política italiana y europea, pues tendría también destacadas relaciones internacionales, particularmente con Francia, y jugaría un papel relevante en la unificación de Italia.

#### El Reino de Cerdeña

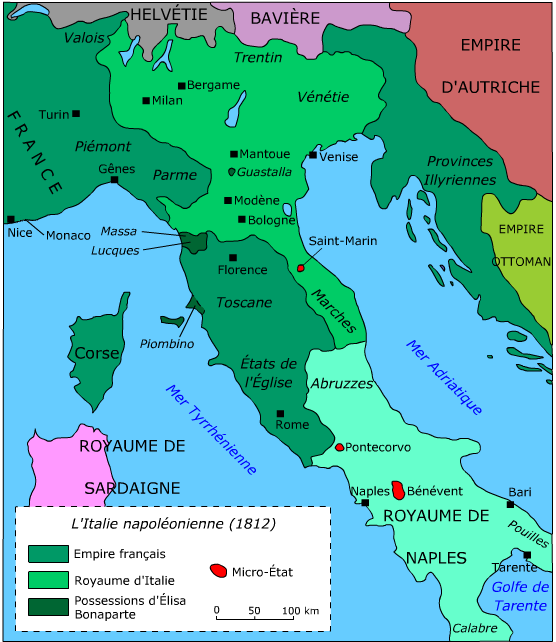
El Reino de Cerdeña y su contexto geopolítico en 1812.

Con la firma del Tratado de Londres en 1718, el duque Víctor Amadeo II de Saboya intercambió con Austria la isla de Sicilia por la de Cerdeña. Este acuerdo tuvo efecto a partir de 1720, y con esta fecha puede hablarse del nacimiento del Reino de Cerdeña, que incluía los estados de Saboya, Piamonte, Niza, y Cerdeña propiamente dicha. Si bien la isla daba su nombre al nuevo estado y los súbditos del rey fueron llamados colectivamente «sardos», en realidad Cerdeña permaneció a la zaga en la política del reino, cuyo centro de gravedad se estableció en Piamonte, en la parte continental.
En 1767-69 Carlos Manuel III de Cerdeña conquistó el archipiélago de la Magdalena, que estaba bajo el control de la República de Génova junto a la cercana Córcega.

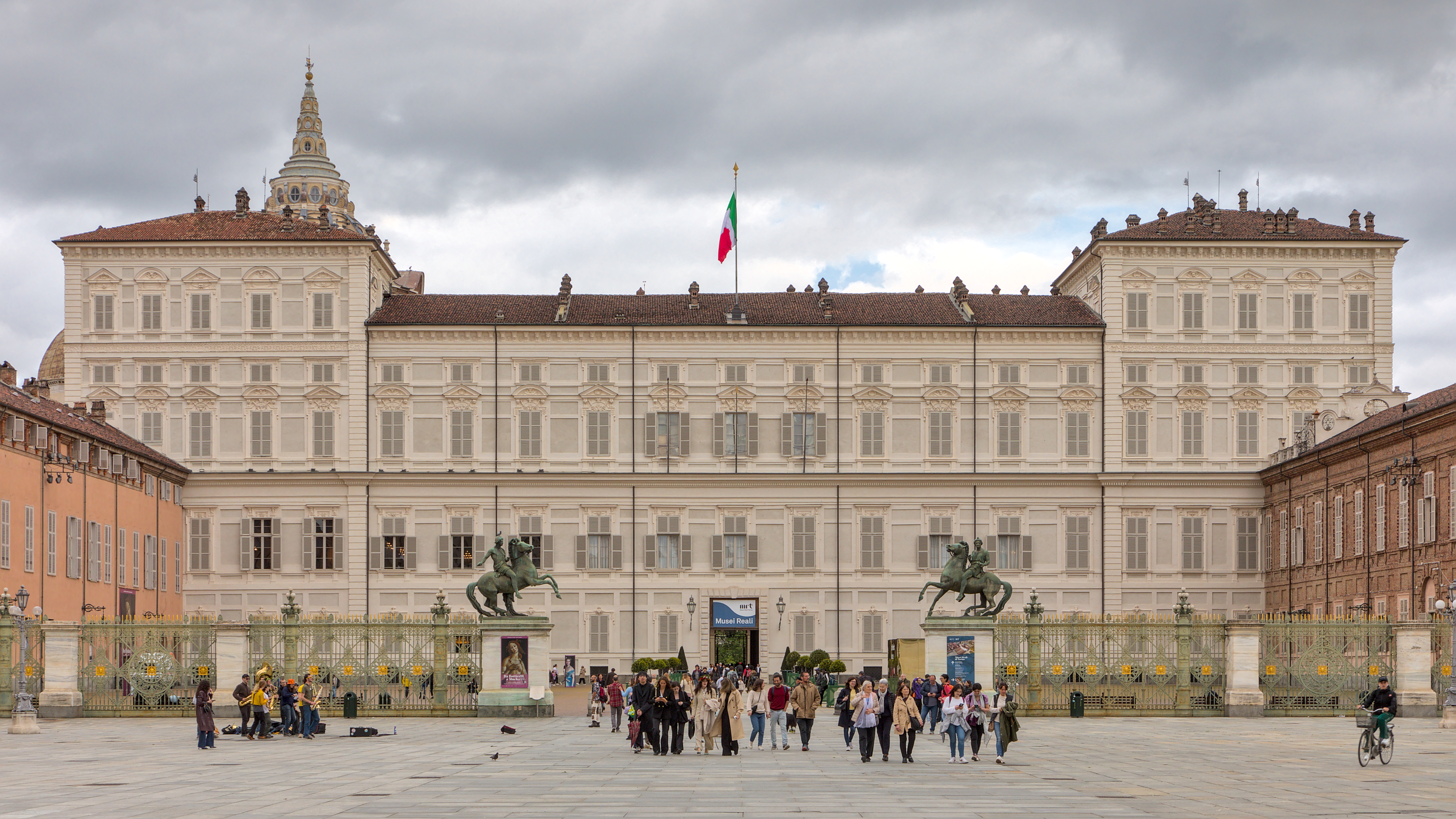
Palacio Real de Turín, sede de los reyes de Cerdeña.

En 1793 tuvo lugar un intento de invasión de Cerdeña por los franceses, que conocían la importancia militar estratégica de la isla. La invasión fue rechazada por la movilización casi espontánea de la población sarda. Poco después, la clase dirigente de la isla, frustrada por el centralismo de los Saboya, conspiró para realizar una rebelión contra el rey, debido al rechazo de Víctor Amadeo III de tomar en consideración las proposiciones estatutarias de los estados generales sardos (los Estamentos, en italiano llamados Stamenti), en el 28 de abril de 1794 estalló una rebelión cuya primera consecuencia fue la expulsión de los funcionarios saboyanos desde Cáller. La llegada de tropas francesas a Piamonte en 1796 provocó la aparición de una rebelión republicana antipiamontesa, y al mismo tiempo, la sublevación sarda llegó a su fin, con la aceptación de peticiones por el rey, y el arrastre de los insurgentes de Giovanni Maria Angioy en las inmediaciones de Oristán. Los franceses rechazaron apoyar a Angioy, quien tuvo que escapar a París preparando una invasión francesa de la isla. Con el armisticio de Cherasco el 26 de abril del mismo año, la Casa de Saboya recuperó en pocos meses el control de la isla, y reprimió duramente a los subversivos.
Con la creación de la república piamontesa el 3 de marzo de 1799, el rey Carlos Manuel IV llegó a Cáller, donde estableció la sede de su gobierno. El 4 de junio de 1802, cedió el trono a Víctor Manuel I; el 11 de septiembre, Piamonte fue incorporado formalmente a Francia, y la isla de Cerdeña fue la única posesión del reino de Cerdeña que permaneció independiente. Con el decreto del 30 de noviembre de 1847, se declaró la unión y la asimilación de Cerdeña con los estados continentales (Piamonte, Saboya y Liguria), y las instancias gubernamentales se desplazaron al Palacio Real de Turín. De esta manera comenzó la guerra de independencia prevista por el rey de Cerdeña, con el objetivo de la unificación de toda Italia, el risorgimento. En esta perspectiva los sardos participaron en la Guerra de Crimea en 1855.
Con la Casa de Saboya se iniciaron ciertas obras de infraestructura, que sin embargo fueron insuficientes: una carretera entre Cáller y Sácer, que aún en la actualidad conserva el nombre del rey Carlos Félix, su fundador, y en 1883, el funcionamiento de la primera línea de ferrocarril entre esas dos ciudades. También en Cáller y Sácer se trabajó para mejorar la calidad de la educación universitaria, y se fomentó la inmigración de gente de Córcega, de Malta y de Liguria para suplir la carencia de población en la isla. La tierra permaneció en manos de un puñado de nobles y clérigos, mientras que la pobreza y el bandolerismo fueron un problema constante.

#### El Reino de Italia
La creciente miseria en Cerdeña debida la guerra del risorgimento hizo que la idea de la unificación italiana fuese bien recibida por la población sarda,[cita requerida] quienes pensaban que de esa manera se mejoraría la grave situación económica.[cita requerida] Después del Tratado de Turín (1860) iniciado por Camillo Cavour, y la Expedición de los Mil de Giuseppe Garibaldi, fue en 1861 que el Reino de Italia fue proclamado por el rey de Cerdeña. A partir de entonces la isla ocupará un segundo plano del escenario político internacional. Mientras que la situación económica de Cerdeña pasaba por fuertes dificultades, hubo ciertas mejoras (explotación minera, red de transporte) que tuvieron sin embargo efectos muy limitados. Además, los diferentes gobiernos que se sucedieron desde la unificación italiana se confrontaron con situaciones explosivas en el Mezzogiorno, mientras que en el norte progresaba la industrialización. Por lo tanto, la unificación dejó en un principio una serie de problemas no resueltos, como la profunda desigualdad social y la fracturación de las mentalidades y las economías entre el norte y el sur italianos.

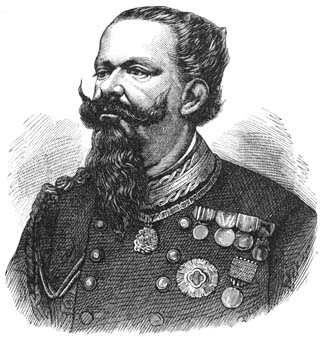
Víctor Manuel II de Cerdeña fue el primer rey de Italia.

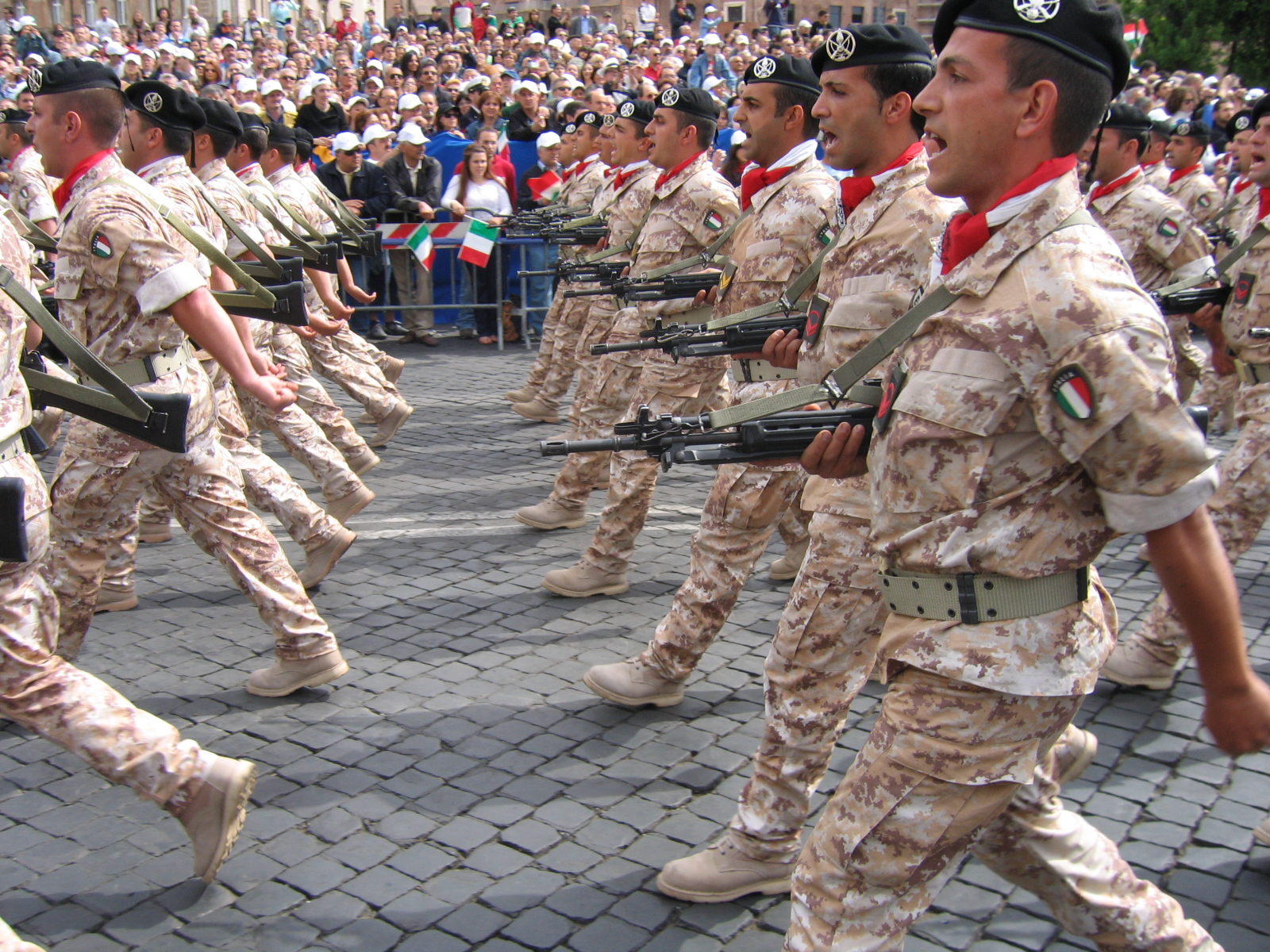
Desfile de la Brigada Sassari en 2006.

Al inicio de la Primera Guerra Mundial el reino de Italia se mantuvo neutral, pero el 23 de mayo de 1915 se inmiscuyó en el conflicto. Desde esta fecha, hubo numerosos soldados sardos en combate, siendo el símbolo la Brigada Sassari. Se han contado 13 602 víctimas sardas de la Primera Guerra Mundial. Al fin de la guerra, Italia se anexó territorios austríacos y la población sarda, como el resto de los italianos, se decepcionaron de este pequeño beneficio de la victoria en comparación con las pérdidas humanas.

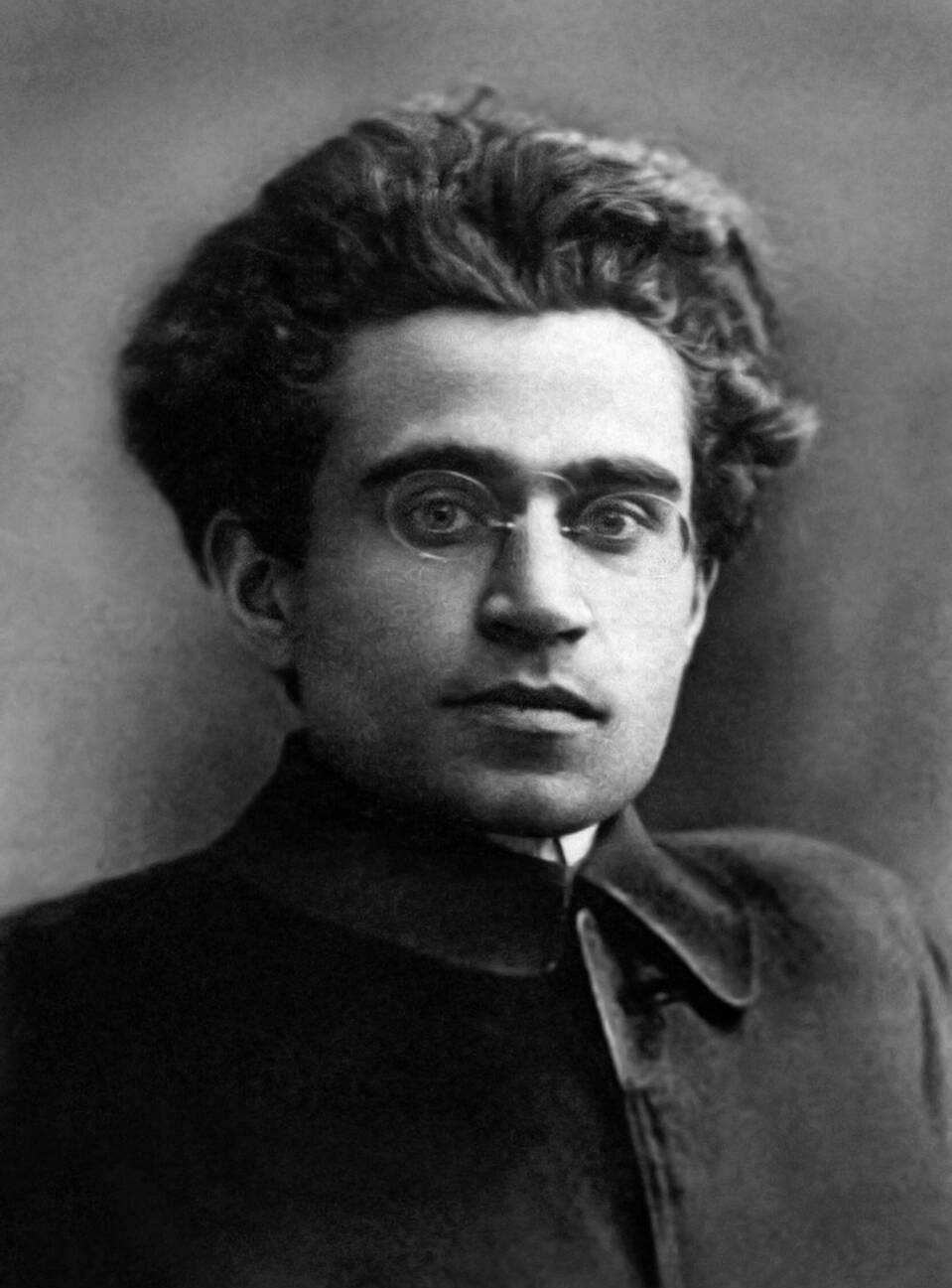
Antonio Gramsci (1891-1937).

La situación económica de Cerdeña no mejoró tras la guerra. Ante la crisis, se abrió camino la idea autonomista entre los políticos sardos y durante el período de entreguerras el líder Emilio Lussu creó el Partido Sardo de Acción con los veteranos de la Brigada Sassari, para hacer valer los intereses en pro de la autonomía.
La precaria situación económica de Cerdeña no mejoró con el ascenso al poder de los fascistas. En un período marcado por el fortalecimiento del comunismo (Antonio Gramsci, nacido en Ales, fue uno de los fundadores del Partido Comunista Italiano en los años veinte) y la decepción de la Primera Guerra Mundial, Benito Mussolini fundó el partido fascista en 1919, que tendría un importante peso político desde la década de 1920. Mussolini accedió al poder en 1922 y una parte de los adherentes al Partido Sardo de Acción se unieron al partido fascista, en tanto que otra sección (incluido Emilio Lussu) emprendió la militancia antifascista.
En Cerdeña durante el fascismo, en la consecución de la autarquía, Mussolini decidió echar a andar un exitoso programa agrícola en las inmediaciones de Oristán (fundación de Mussolinia, actualmente Arborea), así como el desarrollo de la explotación minera de Cerdeña (fundación de Carbonia). Aunque lo logró, la explotación intensiva de las minas resultó también en una explotación aún más intensa de la población sarda.
Aunque Cerdeña se encontraba relativamente a resguardo de los daños de la Segunda Guerra Mundial, Cáller y otras poblaciones sufrieron los bombardeos de los Aliados en 1943, que tenían como objetivo el desmantelamiento de las guarniciones nazis en la isla. La posguerra será, como en el resto de Europa, un período de reconstrucción económica.

#### La República italiana y la autonomía sarda

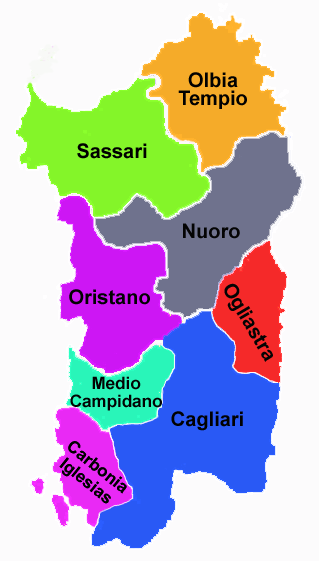
Las provincias sardas desde 2005.

El estado especial de Cerdeña se dio al mismo tiempo que el nacimiento de la República italiana en 1948. En total, en Italia se crearían cinco regiones del mismo tipo con el objetivo de evitar separatismos. La debilidad italiana tras la guerra mundial hizo necesaria la conservación de la unidad nacional.
La ley constitucional número 3 del 26 de febrero de 1948 permitió una transferencia del poder nacional al regional pero que se integraba en la unidad de la nación. Cerdeña, con sus islas menores, se constituyó en una región autónoma, que permaneció en la unidad política de la República italiana. Desde 1948, la región se organizó en tres provincias (Cagliari, Nuoro y Sácer, y posteriormente se agregaría Oristán) y tres órganos de los poderes regionales. El poder ejecutivo es administrado por la Junta Regional, el poder legislativo por el Consejo Regional, y finalmente el Alto Comisario (poco después renombrado como presidente de la Junta o Comisión regional) elegido por el Consejo para ser el representante de la región sarda. En 2004 el presidente de la Junta fue renombrado a presidente de la región.
El derecho de legislar se limita a dominios concernientes exclusivamente a la región (por ejemplo la organización de las administraciones locales), o bien a cuestiones mayores, pero que deben respetar los principios establecidos por la ley del Estado (por ejemplo la asistencia social). En 2001, la ley regional número 9 agregó cuatro nuevas provincias a las otras cuatro preexistentes. Las provincias de Olbia-Tempio, Ogliastra, Carbonia-Iglesias y Medio Campidano se constituyeron oficialmente en mayo de 2005.

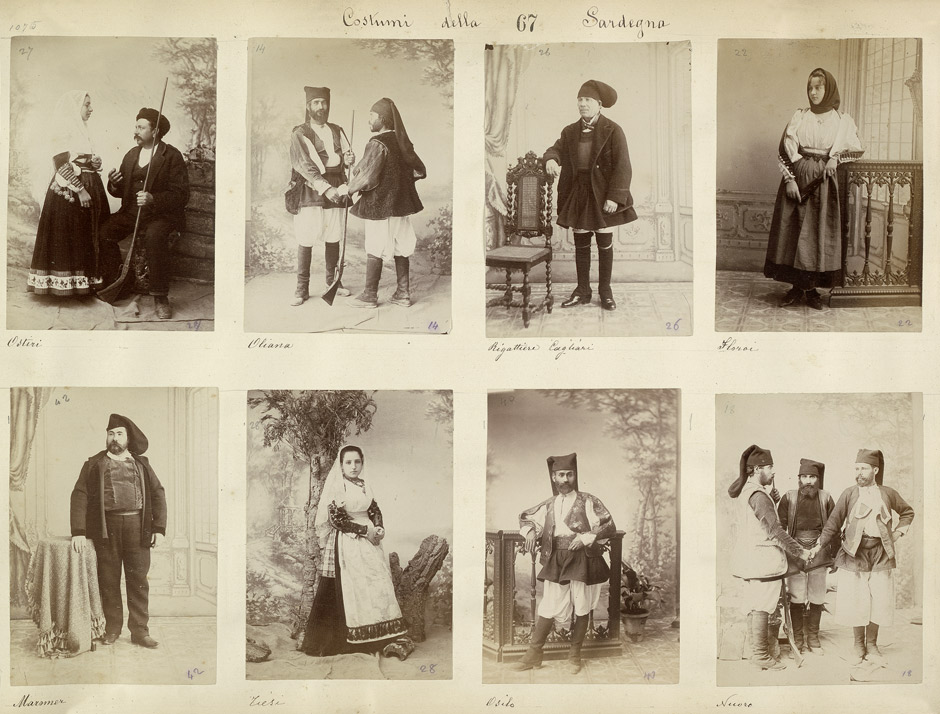
Traje tradicional típico de Cerdeña.

La ley inicial italiana de 1948 sería revisada en varias ocasiones. En 1972 se establece que el Consejo Regional se elegirá por cinco años en vez de cuatro. En 1983 se editan cambios en las reglas para la coordinación de las finanzas regionales. En 1986 se otorga un número a los consejeros regionales. En 1989 se determina la duración de la instalación de los consejos regionales. En 1993 se hacen ciertas integraciones a los estados especiales, y en 2001 se promulgan disposiciones relacionadas con la elección directa del presidente de la región.

La bandera de las cuatro cabezas de moro, proveniente de un sello de Pedro III de Aragón, es el símbolo de Cerdeña.

Cerdeña ha enfrentado problemas en la creación de empleos, en parte debido a los elevados costos de transporte. Tras el fin de la Segunda Guerra Mundial, declinó seriamente la producción de carbón, y en contraparte aumentó el sector turístico, que se ha desarrollado de manera importante en las zonas costeras, más accesibles que el interior de la isla.